# Weihnachtsringsendung

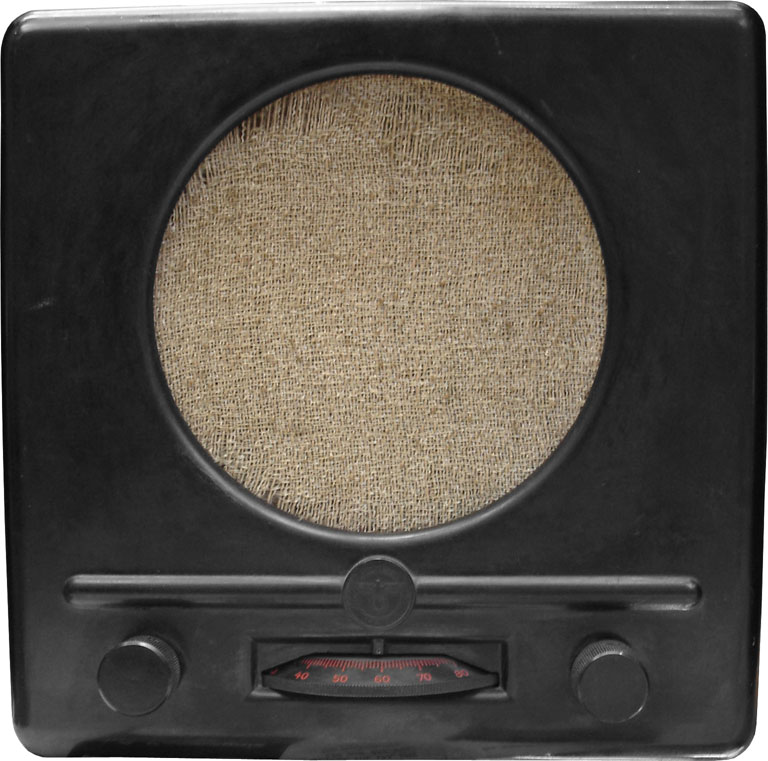
„Deutscher Kleinempfänger“ (preisreduzierter Nachfolger des Volksempfänger-Ur-Modells „VE 301“) als nationales Einheitsradiogerät für den Empfang von Mittel- und Langwelle ab 1938 in vielen deutschen Haushalten (Typ DKE 38 – gebaut 1938–1944) – im Volksmund auch „Goebbels’-Schnauze“ genannt

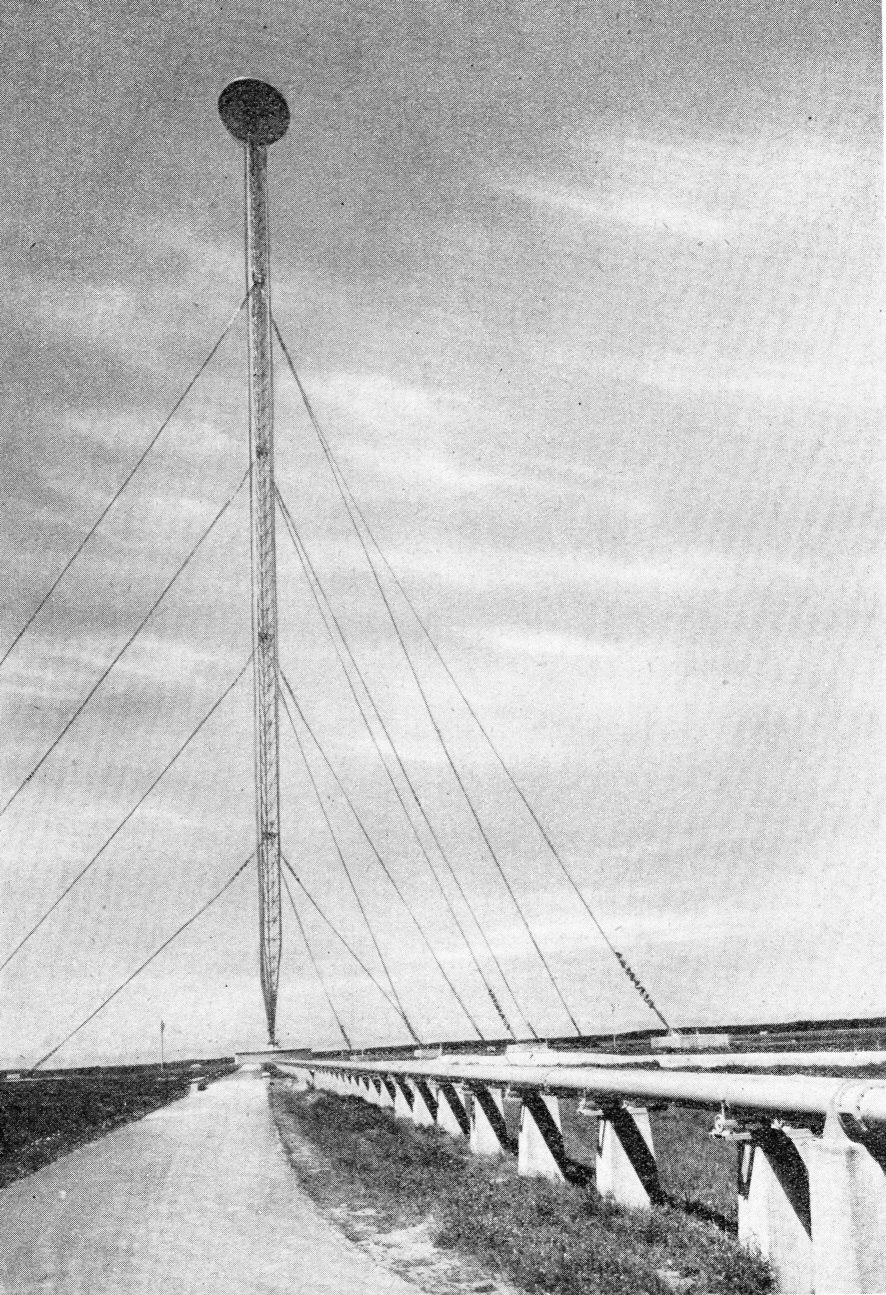
Seilverspannter Sendemast des „Deutschlandsender III“ in Herzberg (Elster) von 1939 bis 1945 für das Programm des reichsweit über Langwelle ausgestrahlten Deutschlandsenders

Die Weihnachtsringsendung war eine propagandistische Radiosendung des nationalsozialistischen „Großdeutschen Rundfunks“ während des Zweiten Weltkriegs. In den Jahren 1940 bis 1943 wurde zur „Verbindung von Front und Heimat“ am Heiligen Abend eine Ringsendung mit Grüßen von ausgewählten Soldaten der Wehrmacht und ihren Familienangehörigen sowie Einspielungen mit Berichten aus vom Deutschen Reich besetzten Gebieten ausgestrahlt. Zur Gestaltung und Durchführung arbeiteten die Reichs-Rundfunk-Gesellschaft, Wehrmachtdienststellen, Propaganda-Kompanien und Deutsche Reichspost zusammen. Das Rundfunkformat war Bestandteil des „nationalsozialistischen Weihnachtskults“.
Die Überlieferung der Tondokumente zu den insgesamt vier Sendungen von 60 bis 90 Minuten Länge ist unvollständig. Die komplette Sendung 1940 ist im Deutschen Rundfunkarchiv verfügbar; zahlreiche – teils deutlich – gekürzte Fassungen sind im Internet abrufbar. Die Sendung 1941 ist verschollen. Für 1942 gibt es in Archiven einen knapp 16-minütigen Teil, während in zahlreichen Internetquellen nur ein knapp fünfminütiger Schlussteil abrufbar ist. Die Sendung 1943 ist mit einem überlieferten Teil von rund 25 Minuten nur in Archiven zugänglich.
Die medienwissenschaftliche Literatur (grundlegend insbesondere Ansgar Diller und Dominik Schrage) betrachtet die Weihnachtsringsendungen als eine Mischung aus Kriegspropaganda, NS-Ideologie und weihnachtlichem Brauchtum. Diese Ringsendungen sind – mit gezieltem Rückgriff auf Mittel des Hörspiels und der Reportage – ein Sinnbild für die propagandistische und technisch aufwendige Inszenierung des Radios im Nationalsozialismus. Ziel war die Schaffung eines „virtuellen Raums einer Volksgemeinschaft“. Dadurch sollte mittels Erzeugung einer emotionalen Stimmung den Zuhörern an den Fronten und in den deutschen Haushalten das ideologisch geprägte Gemeinschaftserlebnis einer Weihnachtsfeier vorgetäuscht werden. Die Authentizität der Sendungen hinsichtlich des Live-Charakters ist jedoch nicht immer gegeben; oft waren es nur scheinbar Direkt- oder Liveübertragungen.

## „Militarisierung“ der Ringsendung

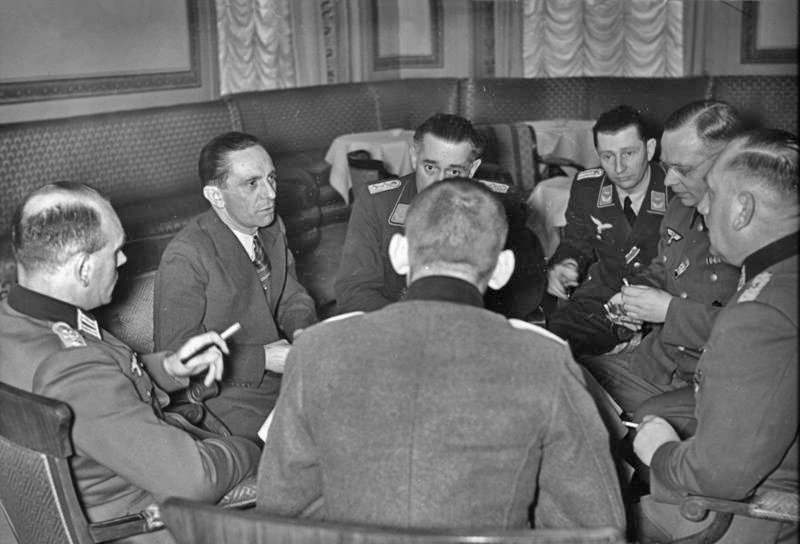
Reichspropagandaminister Joseph Goebbels im Gespräch mit Chefs der Propaganda-Kompanien der drei Wehrmachtteile (1941)

Die „Militarisierung“ des allgemeinen Rundfunkformats „Ringsendung“ ist gemeinsam von dem Propagandaministerium und dem Oberkommando der Wehrmacht vorgenommen worden. Die starke Einbindung des Militärs zeigt sich darin, dass ein zeitgenössischer Beitrag später nicht von der ‚Weihnachts‘-, sondern der ‚Wehrmacht‘-Ringsendung spricht oder ein anderer Autor im Titel seines Beitrags von der „Weihnachtsringsendung der Wehrmacht“ spricht.
Ein Beispiel vor dem Zweiten Weltkrieg ist die Ringsendung Garnisonen an Großdeutschlands Grenzen am 28. März 1939 von 20:10 bis 22:00 Uhr im Deutschlandsender. Die Sendung wurde zwei Tage später in voller Länge im Reichssender Berlin als Aufnahme wiederholt. In der Vorberichterstattung wurde die gemeinsame Durchführung mit der Wehrmacht und der Aufruf der Garnisonen Tilsit, Mülheim an der Ruhr, Oldenburg, Mährisch-Schönberg, Flensburg und Graz mittels des „Gegensprechweges“ hervorgehoben sowie das „Bild von einer wundervollen Kameradschaft zwischen den Soldaten und der Bevölkerung“ gezeichnet.
Eine weitere Erprobung einer „militärischen“ Ringsendung mit „Schaltungen“ zu 18 Außenstationen erfolgte am 1. September 1940 (ein Jahr nach Beginn des Zweiten Weltkriegs) unter dem Titel Deutsche Soldaten auf Wacht vom Nordkap bis zur Biscaya. Laut zeitgenössischer Darstellung sei es eine „Sendung, die von der Größe der Leistung unserer Soldaten kündet und die die Weite des Raumes klanglich erfaßte, über dem heute die Hakenkreuzfahne weht“. Diese Sendung habe ihre „Grundlage […] im Zeichen der deutschen Wehrmacht stehenden Neuordnung Europas“.
Tondokumente zu den zwei genannten Sendungen sind im Deutschen Rundfunkarchiv nicht vorhanden.

## Heiligabend 1939

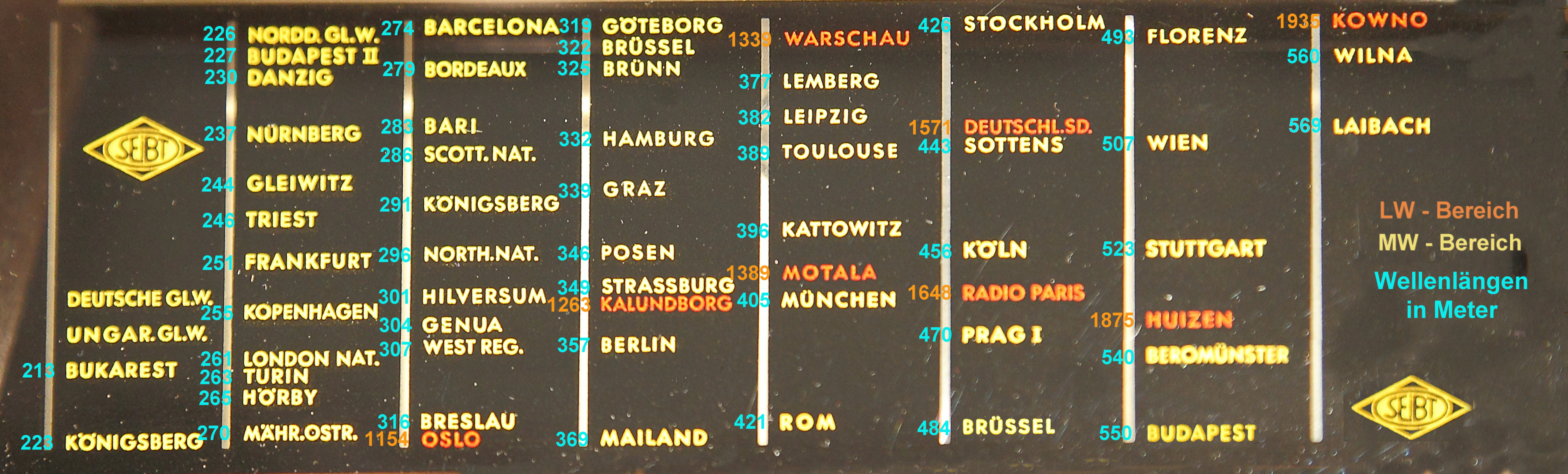
Senderskala eines gehobenen Radiogerätes (auch mit dem Deutschlandsender und den zahlreichen Reichssendern)

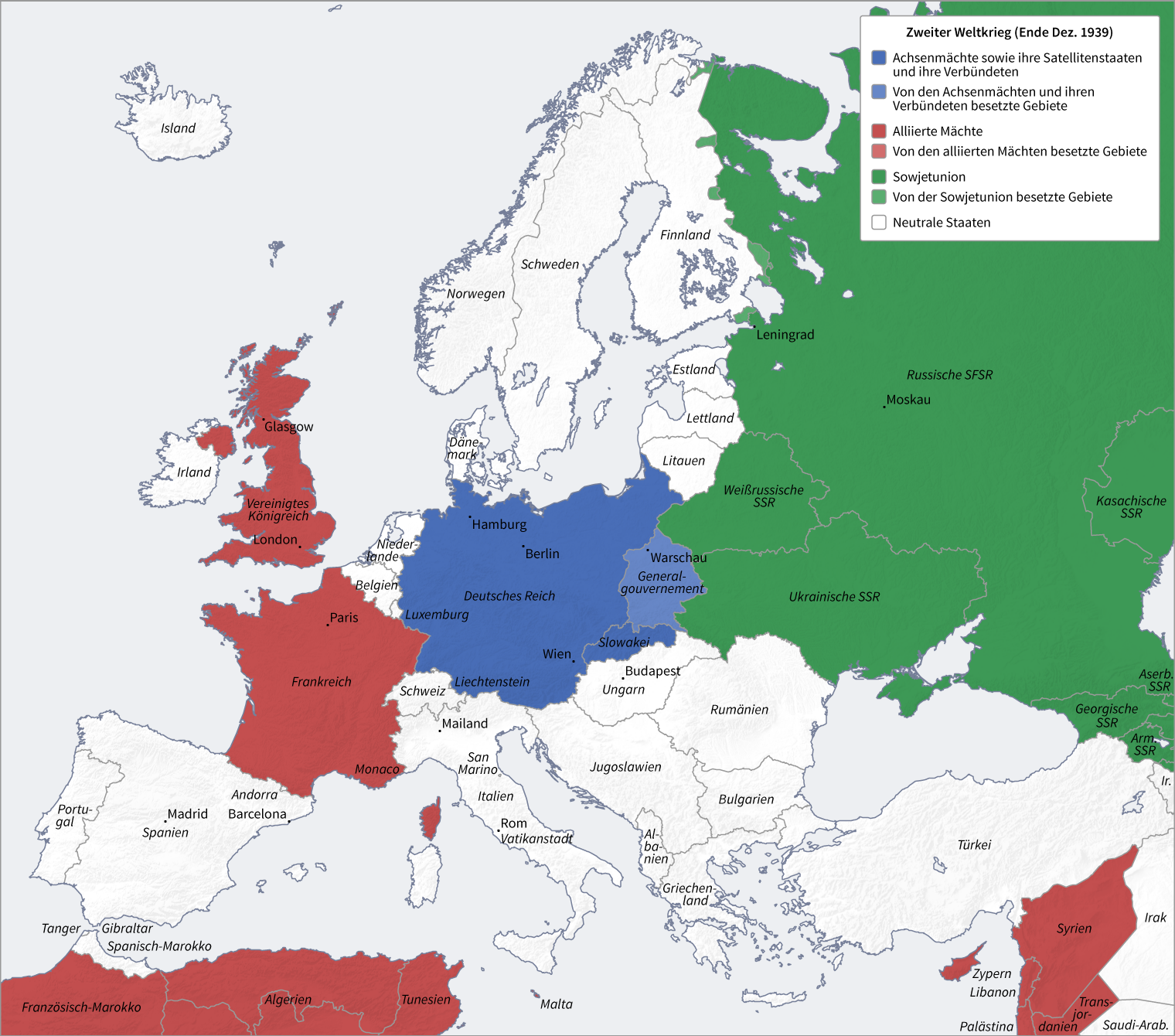
Ausdehnung des Großdeutschen Reiches mit den besetzten Gebieten (Dezember 1939)

Im Jahr 1939 gab es am Heiligabend, knapp vier Monate nach Kriegsbeginn, noch keine Weihnachtsringsendung, sondern ein eher konventionelles Rundfunkprogramm mit teils noch unterschiedlichen Sendungen der einzelnen Reichssender. Die Medienwissenschaft bezeichnet das damalige Weihnachtsprogramm als „wenig spektakulär“. Der Großdeutsche Rundfunk hatte ein Weihnachts-Reichsprogramm aufgestellt, an dem alle deutschen Sender beteiligt waren und das – laut zeitgenössischer Darstellung – vor allem die Wünsche der Soldaten berücksichtigte. Der Rundfunk kündigte für den Deutschlandsender und die 16 Reichs- und sonstigen Sender am Heiligabend neben vielen weihnachtlichen Musikbeiträgen unter anderem folgende zentrale Sendungen an:
15:15 Uhr (Leipzig und alle Sender ohne Bremen)
Weihnachten fern der Heimat. Aus Weimar: Weihnachtsfeier der evakuierten Familien des Westwallgebietes
16:00 Uhr (Deutschlandsender und alle Sender)
Soldaten-Volksweihnacht. Es spricht Reichsminister Dr. Joseph Goebbels – Soldatische Weihnachtsfeiern vom Westwall, von der Nordseeküste, von hoher See und volkstümliche Weihnachtsgrüße aus deutschen Gauen (Aufnahmen der Reichssender Danzig, Frankfurt, Hamburg, Köln, Stuttgart, Sender Lodsch)
19:00 Uhr (Deutschlandsender, Breslau, Danzig, Königsberg, München, Stuttgart, Wien, Bremen)
Großdeutschlands Weihnachtsglocken. Deutsche Dome läuten die Heilige Nacht ein
21:00 Uhr (Reichssendung aus München)
Weihnachtsansprache des Stellvertreters des Führers, Reichsminister Rudolf Heß
Tondokumente zu den genannten Sendungen sind – mit Ausnahme der Reden von Goebbels und Heß – im Deutschen Rundfunkarchiv nicht vorhanden.

## Durchgeführte Weihnachtsringsendungen 1940–1943
Die Idee zu diesem quasi „militärischem“ Sendeformat von 60 bis 90 Minuten Länge zu Weihnachten im Deutschlandsender mit einer Mischung aus Berichten und Grüßen stammt von Werner Plücker, einem Autor (unter anderem Hörspiele) und höherem Rundfunkmitarbeiter (Sende-Gruppenleiter „Allgemeine volkstümliche Unterhaltung“ bei der Reichs-Rundfunk-Gesellschaft).

### Allgemeines zur Technik

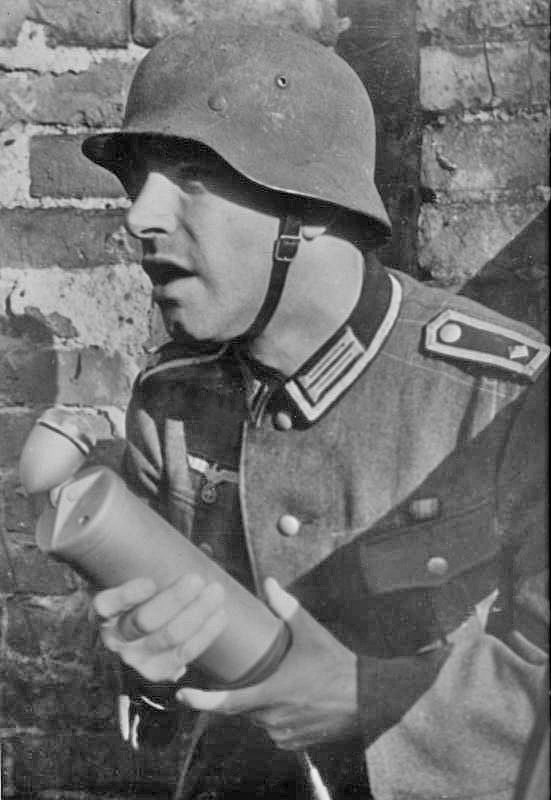
„Kriegsberichter“ einer Propaganda-Kompanie der Wehrmacht mit Mikrophon beim Außeneinsatz für einen „Frontbericht“ im Rundfunk (1940)

Die Propaganda-Kompanien der Wehrmacht stellten an den Außenstationen in den besetzten Gebieten die Mikrophone und Übertragungsapparate, die Leitungsnetze (Rundfunk- und Fernsprechleitungen) wurden durch Wehrmacht und Reichspost geschaltet, so dass die Reichs-Rundfunk-Gesellschaft im Haus des Rundfunks in Berlin die Zusammenschaltung vornehmen konnte. Die Reporter waren Soldaten der Propaganda-Kompanien.
Die Zuspielung von den einzelnen Übertragungsorten nach Berlin erfolgte über Telefon- und Rundfunkleitungen, die keine Standleitungen im heutigen Sinne waren, sondern manuell in den Wählämtern geschaltet wurden. Die „gute Sprechqualität“ der weit entfernten Stationen (z. B. Nordkap) wurde durch militärische Richtfunkverbindungen bewerkstelligt.
Wie für das Reichsrundfunkprogramm üblich, wurden die Sendungen aus der Abspielzentrale in Berlin über ein sternförmiges (meistens kabelgebundenes) Leitungsnetz („rotes Netz“) allen Rundfunksendern mittels Schaltstellen und Rundfunk-Verstärkerämtern zugeleitet. Die „geheimen Wehrmachtsnachrichtenverbindungen über UKW und Feldkabelnetz“ wurden somit „ausnahmsweise […] ins öffentliche Rundfunknetz eingespeist“. Die Soldaten an den Fronten konnten den Reichsrundfunk mit hochwertigen Geräten empfangen und waren somit akustisch eingebunden.
Mit dem Juni 1940 wurden die Rundfunkprogramme der einzelnen Reichssender zusammengelegt. Es gab nur noch zwei Vollprogramme (Reichsprogramm und Deutschlandsender). Das einheitliche Reichsprogramm wurde über alle Reichssender und ihre Nebensender per Mittelwelle übertragen und hinzu kam über Langwelle der Deutschlandsender.

### Sendung 1940
Unter dem Titel Deutsche Weihnacht 1940 – 90 Millionen feiern gemeinsam – 40 Mikrophone verbinden Front und Heimat wurde 1940 die erste Weihnachtsringsendung produziert und am 24. Dezember von 16:00 bis 17:00 Uhr ausgestrahlt. Die Moderation übernahm der „Erfinder“ der Ringsendung, Werner Plücker.

#### Vorbereitungen

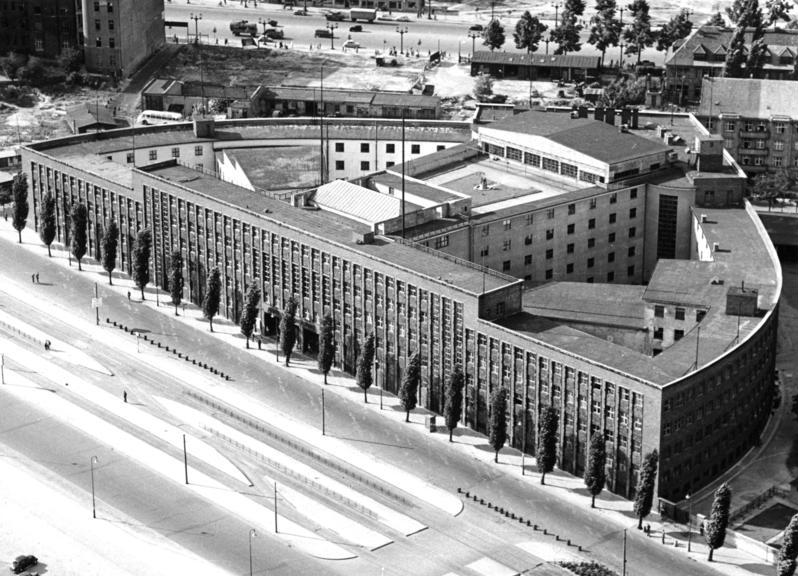
„Haus des Rundfunks“ in Berlin (aus der Vogelperspektive) als Zentrale des Großdeutschen Rundfunks von 1939–1945

Die ersten Vorbesprechungen zur Weihnachtsringsendung, die mit der Erstellung eines sogenannten „Spielbuches“ als Sendemanuskript endeten, gab es bereits unmittelbar nach der Ringsendung Deutsche Soldaten auf Wacht vom Nordkap bis zur Biscaya vom 1. September 1940. Ab dem 20. Dezember fanden umfangreiche nächtliche Proben zum Gesprächsinhalt und zur Schaltung der Leitungen statt. Die Soldaten und Angehörigen sollten „an das Sprechen über ein Mikrophon gewöhnt“ werden. Ziel der Vorbereitungen war neben der „Kontrolle über jedes gesagte Wort“ die Berücksichtigung von militärischer Geheimhaltung bei manchen Schaltorten. Die Sprechverbindungen zu Flugzeug und Schiff wurden über Kurzwelle ermöglicht.
In den Rundfunkhäusern Paris, Krakau und Gleiwitz wurden Schaltstellen eingerichtet, die als Unterzentralen aus ihrem Aktionsbereich die Übertragungsorte gebündelt nach Berlin leiteten. Ziel war, dass die einzelnen Schaltorte miteinander sprechen konnten und nicht nur mit der Zentrale in Berlin. Von den Übertragungsorten sind über das Berliner Fernamt je eine Hör- und Sprechleitung zum Haus des Rundfunks geschaltet worden. Die Strecke der Übertragungs- und Meldeleitungen soll mehr als 20.000 km betragen haben.

#### Inhalt

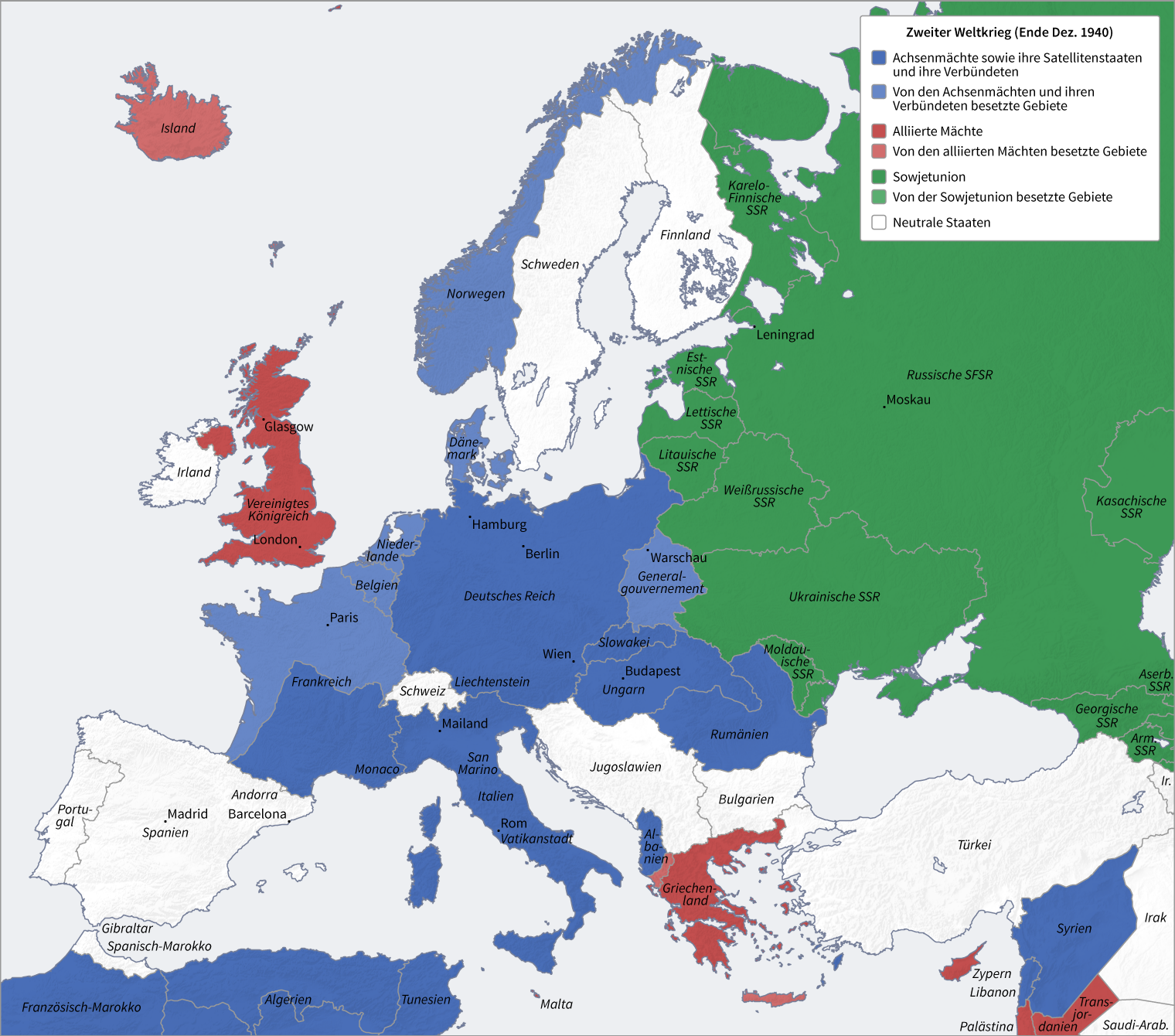
Ausdehnung des Großdeutschen Reiches mit seinen europäischen Verbündeten und der besetzten Gebiete (Dezember 1940)

Der Reichspropagandaminister Joseph Goebbels hatte allgemein für das Weihnachtsprogramm 1940 angewiesen, dass der Rundfunk für die „Volksgenossen, die von ihren Familien getrennt“ sind das „Gefühl des gemeinsamen Erlebens der Feiertage“ ohne „Rührseligkeit“ vermitteln müsse.
Die Weihnachtsringsendung beinhaltete unter anderem ein Studiogespräch, Grüße zwischen sechs deutschen Soldaten in Narvik und ihren Angehörigen (Mutter oder Braut) in Graz, Berichte aus dem Schwarzwald und vom Brocken sowie Erlebnisberichte von der Front. Ergänzt wurde die Sendung unter anderem durch Gespräche mit einem Aufklärungsflugzeug (Flugboot über der Nordsee vor Englands Küste), einem Vorpostenboot auf Hoher See, einem deutschen Zerstörer im Atlantik, der Deutschen Heeres- und Luftwaffenmission in Rumänien (Soldaten der Lehrtruppen) und der Deutschen Freiwilligen-Kompanie in Italienisch-Ostafrika; hinzu kamen ideologisch gefärbte Berichte unter anderem mit den Titeln Lothringen gehört nun zur deutschen Heimat und Die Kohlengruben in Ost-Oberschlesien gehören wieder zu Deutschland. Die Namen der verschiedenen Sprecher der Propagandakompanien vor Ort und der chronologische Ablauf ergeben sich aus der Dokumentation im Deutschen Rundfunkarchiv.
Folgende Übertragungsorte wurden in die Sendung eingebunden: Narvik (Telegraphenamt), Marienburg (Schlosshof der Ordensburg), Gumbinnen (Privates Wohnhaus), Warschau, Kattowitz (unter anderem Kohleschacht), Graz, Feldberg, Saarbrücken (unter anderem Hochofen), Hendaye, Kanalküste (Cap Gris-Nez), Potsdam und Brocken. Nach zeitgenössischer Propaganda waren die Sprecher bei den Schaltungen zum Feldberg, zum Brocken und nach Marienburg sozusagen „Vertreter der deutschen Stämme und Landschaften“ und bei der Einbindung von der Saar mit Hochofen und Kattowitz mit Kohleschacht verkörperten sie das „schaffende Deutschland“.
Die Programmankündigungen in den Rundfunkzeitschriften betonten vorab den Grußaustausch durch das „schaffende Deutschland zur kämpfenden Front“. Die Texte zwischen den Soldaten und ihren Angehörigen waren aber nur scheinbar „aus dem Stegreif“, vielmehr sind sie „einstudiert“ und ohne „wahre Spontanität“.

#### Tondokument
Die komplette Sendefassung der Weihnachtsringsendung 1940 ist im Deutschen Rundfunkarchiv vorhanden; im Internet finden sich lediglich unvollständige Fassungen. Auch einzelne kurze Sendeteile des Originaltons sind im Internet zugänglich; dies sind der Schlussteil mit dem Aufruf zur gemeinsamen Feier einer „Deutschen Weihnacht“ sowie ein knapp siebenminütiger Zusammenschnitt von drei Sendeabschnitten. Auf einer im Handel erhältlichen Audio-CD befinden sich fast alle Beiträge der Sendung mit teils gekürzten Fassungen. Die Anfangsteile der Sendebeiträge der CD-Fassung sind im Internet abrufbar. Auf YouTube findet sich eine fast vollständige Aufzeichnung der Sendung.

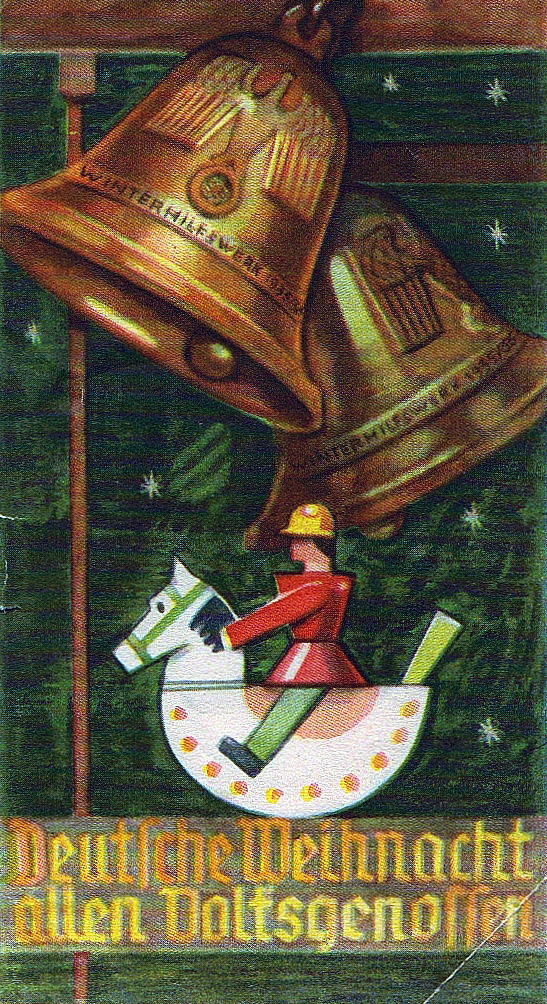
Türplakette des Winterhilfswerks als Spendenbescheinigung im Rahmen der Sammlungen zur Deutschen Weihnacht

Der vollständige Anfangsteil der Sendung lautet nach der Fassung im Deutschen Rundfunkarchiv:
„[Studiosprecher Werner Plücker]: Hier ist der Großdeutsche Rundfunk mit allen Sendern und angeschlossen sämtliche Sender der besetzten Gebiete. Wir bringen unsere Sendung ‚Deutsche Weihnacht 1940 – 90 Millionen feiern gemeinsam – 40 Mikrophone verbinden Front und Heimat‘. Deutsche Soldaten an allen Fronten und deutsche Menschen in der Heimat, wir stehen in dieser Minute auf der Schwelle der Kriegsweihnacht 1940. Hunderte und tausende von Meilen trennen uns räumlich voneinander, aber unsere Mikrophone werden die weitesten Räume überwinden und uns, wie so oft in diesen Jahren, zu gemeinsamem Erleben zusammenbringen, die Mikrophone der Heimat und die Mikrophone draußen an der Front, getragen von den Kriegsberichtern der Propaganda-Kompanien. Hier im Berliner Rundfunkhaus enden die Übertragungsleitungen von Narvik, von Hendaye, von der Kanalküste, aus dem Generalgouvernement und von den vielen Übertragungsstellen innerhalb und außerhalb der Grenzen Großdeutschlands. Und vielleicht nie zuvor haben wir mit größerer Freude und größerem Stolz unsere Mikrophone aufgeschaltet, als heute am Heiligabend 1940. Denn auf unser aller Gabentisch sind ja die Siege und Erfolge dieses Jahres, das nun noch einmal zu unseren Herzen sprechen will, das schönste Geschenk und sie sind das Geschenk unserer kämpfenden Soldaten und einer gläubigen und verantwortungsbewusst und fleißig schaffenden Heimat. [zunächst Glockenklänge als alleiniger Ton und danach Studiosprecher Plücker mit Glockenklang im Hintergrund] Erster Gruß aus der Heimat: Potsdam, das Glockenspiel hoch am Turm der alten Garnisonkirche. Mit dem tiefen, innigen Dank an die Vorsehung, den diese Glockenklänge über deutsches Land klingen lassen, beginnen wir unser gemeinsames Weihnachtsfest 1940. Mit dem tiefen und innigen Dank dafür, dass uns der Führer gesandt ward, das deutsche Volk aus tausendjährigem Schicksal zu erlösen. [Glockenklänge enden] Und nun rufen wir zur Feier. Alle Vorbereitungen sind beendet. Die Lichterbäume sind geputzt. Die Gabentische sind gedeckt. Soldaten, eure Familien, eure Frauen, eure Kinder, eure Eltern, eure Geschwister, eure Bräute, eure Freunde, alle warten sie jetzt auf eure Stimme und wir bringen sie ihnen. Und ihr Volksgenossen in der Heimat, eure Männer, eure Väter und Söhne draußen, sie hören uns jetzt. Und wir rufen jetzt als erstes Narvik. Achtung, Achtung, Narvik bitte melden!“
Der vollständige Schlussteil der Sendung lautet nach der Fassung im Deutschen Rundfunkarchiv:
„[Studiosprecher Werner Plücker]: Aus 8.000 km Entfernung [Bezug auf Sendeteil Ostafrika] kam dieser letzte Ruf. Dreitausend, eintausend und viele hunderte Kilometer haben wir euch verbunden aus Ost, West, Nord und Süd. Habt Dank Kameraden für eure Rufe. Eure Stimmen, die vielen Stimmen haben uns erreicht und vermocht uns gerade in dieser Stunde aneinander zu bringen, so nah wie wir es wohl kaum geglaubt hätten. [ab jetzt mit Orgelmusik von Hermann Heiß im Hintergrund und in den teils großen Sprechpausen] Jetzt haben sich Front und Heimat versammelt, wie sich eine einzige große und glückliche Familie an einem solchen Tage versammeln mag, froh und zuversichtlich. Und nun feiern wir wirklich gemeinsam die ‚Deutsche Weihnacht 1940‘. – Geht jetzt zu Euren Lichterbäumen! Haltet die Flamme an die erste schimmernde Wachskerze! Zündet die zweite, die dritte an, so wie wir es jetzt hier tun! Und dann sollen sich die Türen vor unserer gespannten Erwartung öffnen. – Weihnachtliche Klänge dringen an unser Ohr. – ‚Deutsche Weihnacht‘ ist es jetzt vom Polarkreis bis zum fernsten Süden, vom Atlantik bis zum Ostraum, auf See und über See und in fremden Erdteilen. – Wachsame, wehrhafte und trotz allem wundervolle Weihnacht. – [Ende der Orgelmusik] Hier ist der Großdeutsche Rundfunk mit allen Sendern, angeschlossen sämtliche Sender der besetzten Gebiete. Wir brachten Ihnen unsere Sendung ‚Deutsche Weihnacht 1940‘. Unsere Sendung ist beendet.“

#### Livesendung

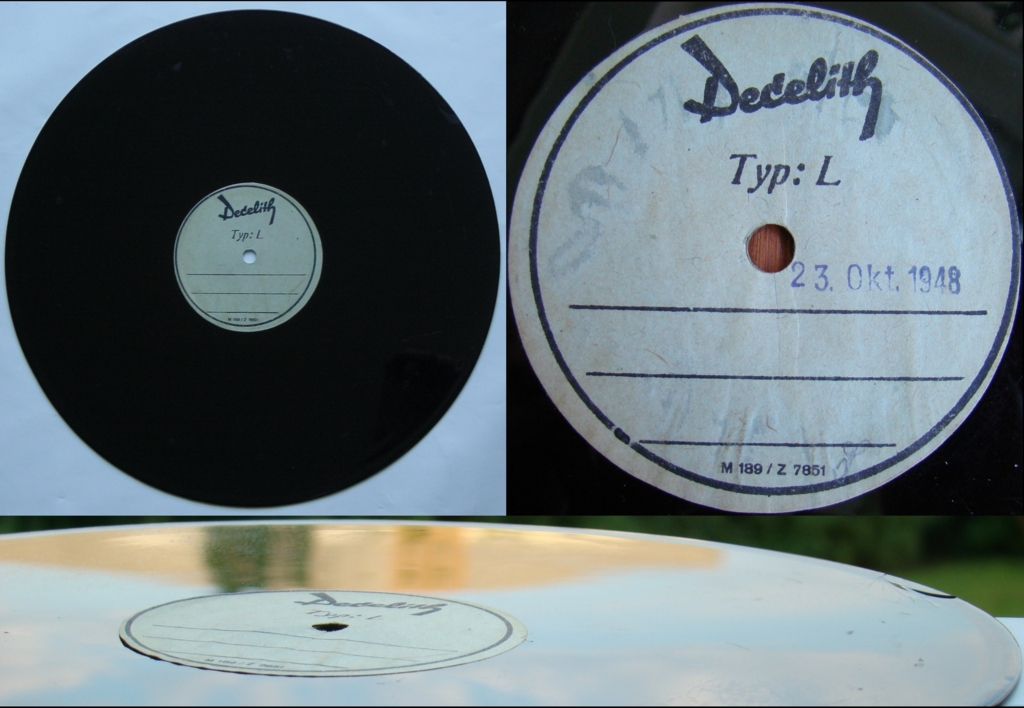
Zeitgenössischer Schallplattenrohling aus dem Kunststoff „Decelith“ für die Eigenherstellung von Tonaufnahmen

Die Sendung 1940 war (wahrscheinlich) eine fast vollständige Livesendung mit nur wenig Einsatz von Schallplatten als Tonträger. Eingesetzte Platten waren sicherlich die seit Anfang der 1930er Jahre vorhandenen Decelith-Scheiben zum Selbstschneiden (teils mittels tragbaren Geräten). Der Erfinder und Moderator, Werner Plücker, führte mit Blick auf damals gestellte zweifelnde Fragen von Rundfunkhörern aus: „Es ist dies vielleicht zum Teil die Schuld unserer Techniker, da die Qualität aller Übertragungen so unwahrscheinlich gut war, daß man hätte glauben können, es sei auch hier die Schallplattenaufnahme zu Hilfe genommen worden“. Ein zeitgenössischer Rundfunkwissenschaftler verweist darauf, dass der Hörer im damaligen Rundfunk „zu sehr an die Zwischenschaltung der Platte gewöhnt“ gewesen sei. Er hebt hervor, dass die Sendung „original und nicht von Platten über die Sender [gegangen]“ sei. Lediglich die drei Beiträge von dem Aufklärungsflugzeug, der Militärmission aus Rumänien und der Freiwilligenkompanie aus Afrika seien mittels Schallplatten eingespielt worden.
Diese Behauptung in den zeitgenössischen Beiträgen lässt sich für 1940 nicht widerlegen; anders bei der Sendung zwei Jahre später. Gegen eine vollständige Abspielung einer Gesamtaufnahme spricht zum Beispiel, dass die ursprünglich geplante Schaltung zu dem Militärgenesungsheim in Zakopane während der Sendung aus Zeitgründen entfiel. Anscheinend konnte in der Sendestunde das „Spielbuch“ nicht zeitgerecht abgearbeitet werden.
Für eine Livesendung spricht der Sendeteil „Gumbinnen“. Dort wird vom Studiosprecher zweimal (scheinbar vergeblich) der „Obergefreite“ Fritz Peitschat gerufen. Erst nachdem der mittlerweile zum „Unteroffizier“ beförderte Soldat zweimal mit Betonung seines neuen Dienstgrades den Ruf bestätigt und eine andere Sprechstelle gratuliert, merkt der Studiosprecher es. Anscheinend war das „Spielbuch“ an dieser Stelle veraltet und während der Proben war die Beförderung noch nicht ausgesprochen. In einer Aufzeichnungssendung wäre diese Passage wahrscheinlich korrigiert worden.

### Sendung 1941

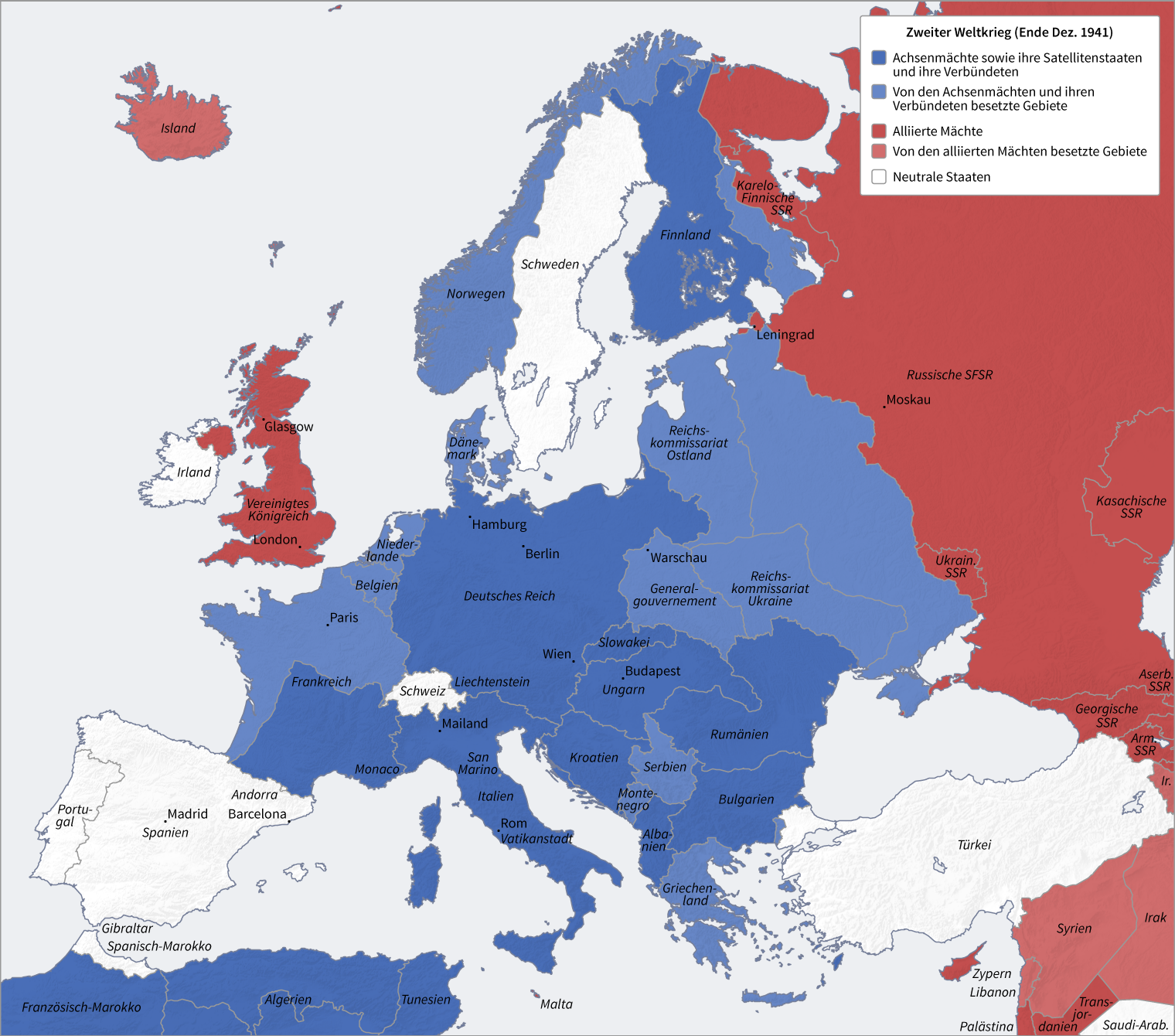
Ausdehnung des Großdeutschen Reiches mit seinen europäischen Verbündeten und der besetzten Gebiete (Dezember 1941)

1941 wurde die zweite Weihnachtsringsendung produziert. Die Sendung mit dem Titel Grüße der Heimat – Grüße der Front wurde um 18:00 Uhr ausgestrahlt. Die Sendelänge ist unbekannt.
Zum Inhalt kann nur auf ein Gedicht mit dem Titel Weihnachtsringsendung 1941 in der zeitgenössischen Literatur verwiesen werden, das in sechs Strophen sehr verkürzt und propagandistisch den Inhalt der Sendung mit Grüßen zwischen Soldaten und Angehörigen schildert. Die ersten zwei Strophen des Gedichtes mit Hinweisen auf damals von Deutschland besetzte Gebiete lauten:
Überallhin auf der Erde, wo Deutsche wohnen,

Überallhin, wo des Reiches Soldaten stehn,

Hoch von der Arktis bis zu den südlichen Zonen,

Alle vereinend, die Klänge der Weihenacht gehn:
Glocken der Heimat ertönen in Hellas und Flandern.

Klingen in einsamen Bunkern an Newa und Don.

Über die Wogen, zu einsamen Booten sie wandern –

Jenseits der Meere noch jubelt ihr seliger Ton.
Aus den weiteren Strophen ergibt sich inhaltlich, dass Soldaten „Lieder der Weihnacht“ gesungen haben sollen, ein „Vater aus Wien“ seinen Soldatensohn im Norden gegrüßt habe und eine „Mutter am Rhein“ von ihrem Soldatensohn von der Wolga gegrüßt worden sei.
Tondokumente dieser Sendung sind bisher in den Archiven nicht aufgefunden worden. Auch ein Verzeichnis (Katalog) des Deutschen Rundfunkarchivs beinhaltet keinen Nachweis für die Weihnachtsringsendung 1941. Somit kann keine Aussage getroffen werden, ob es eine Livesendung war oder ob eine Bandaufnahme zu Hilfe genommen wurde.

### Sendung 1942
1942 gestaltete der Großdeutsche Rundfunk zum dritten Mal eine Weihnachtsringsendung. Sie wurde – entgegen der zeitlichen Vorplanung, die noch 18:00 bis 19:30 Uhr vorsah – von 19:25 bis 20:55 Uhr ausgestrahlt. Die Moderation der Sendung erfolgte wieder durch Werner Plücker. Die Sendung soll laut zeitgenössischer Literatur 100 Millionen Rundfunkhörer in Deutschland gehabt haben. Die Strecke der Übertragungs- und Meldeleitungen soll 50.000 km betragen haben.

#### „Produktionsfahrplan“
Die Vorbereitungen hatten im Oktober begonnen. Eingebunden wurde das Propagandaministerium und das Oberkommando der Wehrmacht. Ab dem 18. Dezember erfolgten sechs nächtliche Proben.
Um die besondere ideologische Gestaltung des Programms zu garantieren, gab es bindende Grundsätze. Für die Sendung ist der Ablaufplan der Reichs-Rundfunk-Gesellschaft mit den verbindlichen Anregungen für die Gestaltung der einzelnen Sendungsbeiträge erhalten geblieben. Die Verbindlichkeit hebt der Redakteur der Sendung in einem zeitgenössischen Zeitschriftenbeitrag mit den Formulierungen „verbindliches Rüstzeug“ und „festliegende Richtschnur“ hervor. Die erste Fassung ist Ende Oktober erstellt worden und die Endfassung des „Rohfahrplans“ wird vom Redakteur mit dem 4. November angegeben. Allerdings gibt der überlieferte Plan nicht in allen Teilen den letztlich über den Sender gegangenen Ablauf wieder (zum Beispiel der Schlussteil).
Dieser „Produktionsfahrplan“ verlangte mit seinen Gestaltungsrichtlinien von den Frontübertragungsorten unter anderem „kräftige Unterstreichung des harten kämpferischen Einsatzes“ und „herzerfrischende, keineswegs sentimentale, Sehnsucht erweckende Grüße von einigen sorgfältig ausgewählten Kameraden“.

#### Inhalt

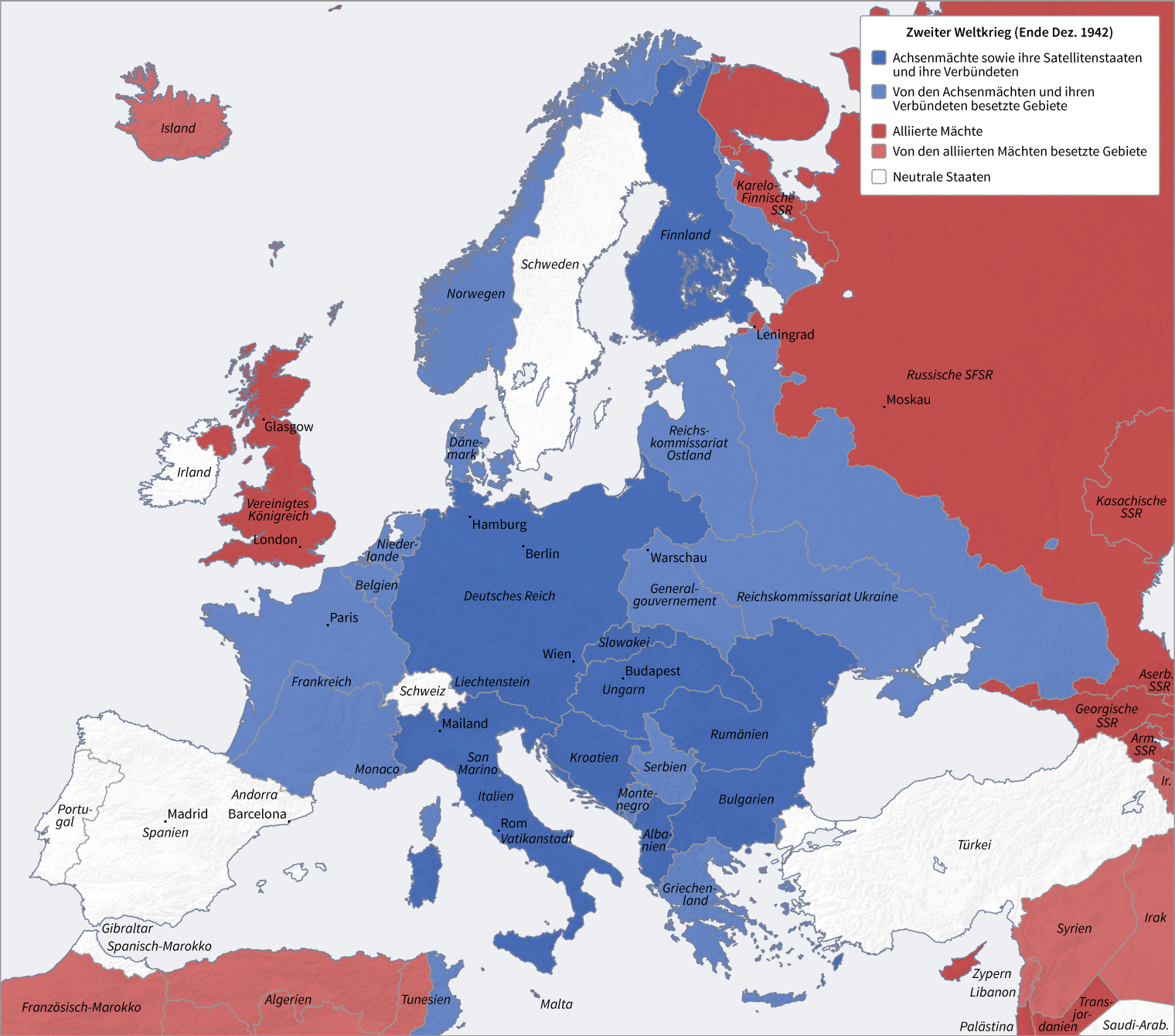
Ausdehnung des Großdeutschen Reiches mit seinen europäischen Verbündeten und der besetzen Gebiete (Dezember 1942)

Es wurden – neben Gesprächen mit zwei U-Booten (unter anderem U 758), einem Minensuchboot und einem Flugzeug – folgende Übertragungsorte der Front eingebunden: Hafen am Eismeer (Liinahamari im Gebiet Petsamo), Schwarzmeerhafen Kertsch, Wjasma, Atlantikküste (St. Nazaire, Bordeaux), Marseille, Zakopane, Tunis, Catania, Kreta, Mittelfinnland (Rovaniemi), Kaukasus (Pjatigorsk), Stalingrad und Meshno (nahe Leningrad) sowie die Funkhäuser Berlin, Hamburg, Frankfurt am Main, München, Graz, Breslau und Königsberg für die Grüße der beteiligten Angehörigen von Soldaten. Hinsichtlich der „Sprechstelle Stalingrad“ wird von manchen vermutet, dass sie nicht aus Stalingrad kam, sondern aus dem rückwärtigen (gut 700 km entfernten) Charkow.
In der Sendung wurden Front und Heimat abwechselnd eingespielt und es erfolgte der Austausch von Weihnachtsgrüßen. Am Ende wurden alle beteiligten Stationen von der Front zum gemeinsamen Singen von Stille Nacht, heilige Nacht zusammengeschaltet. Gesungen wurde nicht die im Nationalsozialismus umgedichtete „entchristliche“ Fassung, sondern der Originaltext (z. B. hochheilige Paar und holder Knabe) der ersten Strophe. Manche vermuten, dass der Gesang nicht von den Fronten kam, sondern aus Rundfunkstudios mit der Zumischung von Effekten für die Vortäuschung von Authentizität. Die Sendung schloss musikalisch ab mit dem Choral „Und wenn die Welt voll Teufel wär, es muss uns doch gelingen“.
Nach der Ausstrahlung der Sendung erhielt die Reichs-Rundfunk-Gesellschaft inhaltliche Kritik von der Partei-Kanzlei der NSDAP, weil die Sprecher von der „Heimat zur Front“ die Soldaten nur in einem einzigen Fall mit dem Gruß „Heil Hitler!“ statt „Guten Tag“ oder „Grüß Gott“ angesprochen hätten und dies eine schlechte Vorbildwirkung für die Bevölkerung sei.

#### Tondokument
Von der Weihnachtsringsendung 1942 ist im Deutschen Rundfunkarchiv ein knapp 16 Minuten umfassender (unvollständiger) Teil vorhanden, der sich auf einen privaten zeitgenössischen Mitschnitt am Radioempfänger stützt. Ein knapp fünfminütiger Schlussteil – mit teils anderem Anfangstext beim Aufruf der Schlusskonferenz – findet sich ebenfalls im Deutschen Rundfunkarchiv. Die im Internet vorhandenen Tondokumente zum Schlussteil haben den erwähnten Textunterschied gegenüber der über den Sender gegangenen Fassung. Die Medienforschung kannte bis Ende 2017 nur den knapp fünfminütigen Teil im Deutschen Rundfunkarchiv oder im Internet und nicht den inzwischen digitalisierten Teil der deutlich längeren „Privataufnahme“. Die aktuelle Literatur entnimmt den Charakter einer propagandistischen Inszenierung exemplarisch auch diesem Schlussteil.
Das Tondokument hat viele akustisch schwer verständliche Passagen wegen starker Rückkopplungen, elektronischer Schwingungen und Halleffekten. Die Sprecher haben teils „forsche, derbe, freundliche [… oder] sachliche Stimmen“, wobei allerdings auch manche „verzerrten, oft nicht mehr menschenähnliche Klänge“ zu vernehmen sind.
Das Tondokument des Schlussteils in der Fassung der digitalisierten „Privataufnahme“ aus dem Deutschen Rundfunkarchiv lautet:
„[Studiosprecher Werner Plücker]: Achtung, Achtung! Die Heimat vernahm mit dankbarem Herzen den Weihnachtsgruß der U-Boot-Fahrer aus dem berufenen Munde ihres Befehlshabers, Admiral Dönitz. Die Heimat dankt und mit ihr danken die Kameraden an allen Fronten. Damit hat sich auch der Ring unserer Übertragung am heutigen Heiligabend geschlossen. Unter dem tiefen Eindruck dieser letzten Stunden sollen nun noch einmal sich alle unsere Kameraden an den Übertragungsstellen in Ost und West, in Nord und Süd melden und durch ihre Stimmen noch einmal Zeugnis ablegen von dem ungeheuren Raum über den sich unsere Sendung spannt. Achtung, ich rufe noch einmal den Eismeerhafen Liinahamari!
[Jeweils im Wechsel Außenstation und Studiosprecher Plücker]: Hier ist der Eismeerhafen Liinahamari. – Achtung, ich rufe noch einmal Stalingrad! – Hier ist Stalingrad. Hier ist die Front an der Wolga. – Achtung, noch einmal die Lappland-Front! – Hier ist die Baracke im finnischen Winterwald. – Achtung, noch einmal Süd-Frankreich, die Luftwaffe! – Hier ist ein Feldflugplatz in Süd-Frankreich. – Und noch einmal die Kriegsmarine und das Heer in Süd-Frankreich! – Hier ist La Ciotat an der französischen Riviera. – Achtung, Achtung, noch einmal der Kampfraum um Rschew! – Hier ist die Front südwestlich Toropez und Kalinin, der Kampfraum um Rschew. – Achtung, der Ruf noch einmal zum Golf von Biskaya! – Hier ist die Hafenstadt an der süd-französischen Atlantikküste. – Achtung, noch einmal Leningrad! – Hier ist die Front vor Leningrad und am Wolchow. – Achtung, die Kanalküste! – Hier Sicherungsverbände der Kriegsmarine am Kanal. – Achtung, noch einmal die Kaukasus-Front! – Hier meldet sich die Front im Kaukasus. – Achtung, die U-Boot-Fahrer im Atlantik! – Hier ist ein Unterseeboot-Stützpunkt am Atlantik. – Achtung, Catania! – Hier ist die Mittelmeerfront und Afrika. – Achtung, Zakopane! – Aus dem Heeresgenesungsheim in der Tatra grüßen die Verwundeten ihre Kameraden an den Fronten. – Achtung, noch einmal Kreta! – Hier ist Kreta, Posten im Mittelmeer. – Achtung, noch einmal der Schwarzmeerhafen!
[Außenstation „Schwarzmeerhafen“]: Hier ist noch einmal der Schwarzmeerhafen auf der Halbinsel Krim. Wir bitten Euch Kameraden, jetzt in das schöne alte deutsche Weihnachtslied Stille Nacht mit einzustimmen! [Einsetzen von singenden Männer-Stimmen mit Klavierbegleitung im Hintergrund] Stille Nacht, heilige Nacht!
[Studiosprecher Plücker und gleichzeitig Fortsetzung des Gesangs durch Außenstation „Schwarzmeerhafen“ sowie nach und nach weitere Außenstationen mit überlagertem, aber immer mehr auseinanderfallendem Gesang von „Stille Nacht, heilige Nacht“ (1. Strophe) mit Klavierbegleitung im Hintergrund]: Diesem spontanen Wunsch unserer Kameraden fern drunten im Süden am Schwarzmeer schließen sich nun alle Stationen an. Jetzt singen sie schon am Eismeer und in Finnland. Und jetzt singen sie im Kampfraum um Rschew. Und jetzt schalten wir dazu alle [sic!] die anderen Stationen. Leningrad. Stalingrad. Und jetzt kommt dazu Frankreich. Kommt dazu Catania und singt Afrika. Und nun singt alle mit! Singt alle mit uns gemeinsam in dieser Minute das alte deutsche Volkslied!
[Außenstationen mit Fortsetzung des überlagerten Gesangs „Stille Nacht, heilige Nacht“ (Wiederholung der 1. Strophe)]: Stille Nacht, heilige Nacht! Alles schläft, einsam wacht. Nur das traute, hochheilige Paar. Holder Knabe im lockigen Haar, Schlaf in himmlischer Ruh, Schlaf in himmlischer Ruh. [Überlagerter Gesang endet und es folgt die Einspielung eines Chors mit Orgelbegleitung und dem Gesang der 1. Strophe von „Stille Nacht, heilige Nacht“] Stille Nacht, heilige Nacht! Alles schläft, einsam wacht. Nur das traute, hochheilige Paar. Holder Knabe im lockigen Haar, Schlaf in himmlischer Ruh, Schlaf in himmlischer Ruh. [Musikeinspielung „Eine feste Burg ist unser Gott (BWV 720)“ als Choralvorspiel für Orgel, bearbeitet für Orchester]“

#### „Live-Charakter“

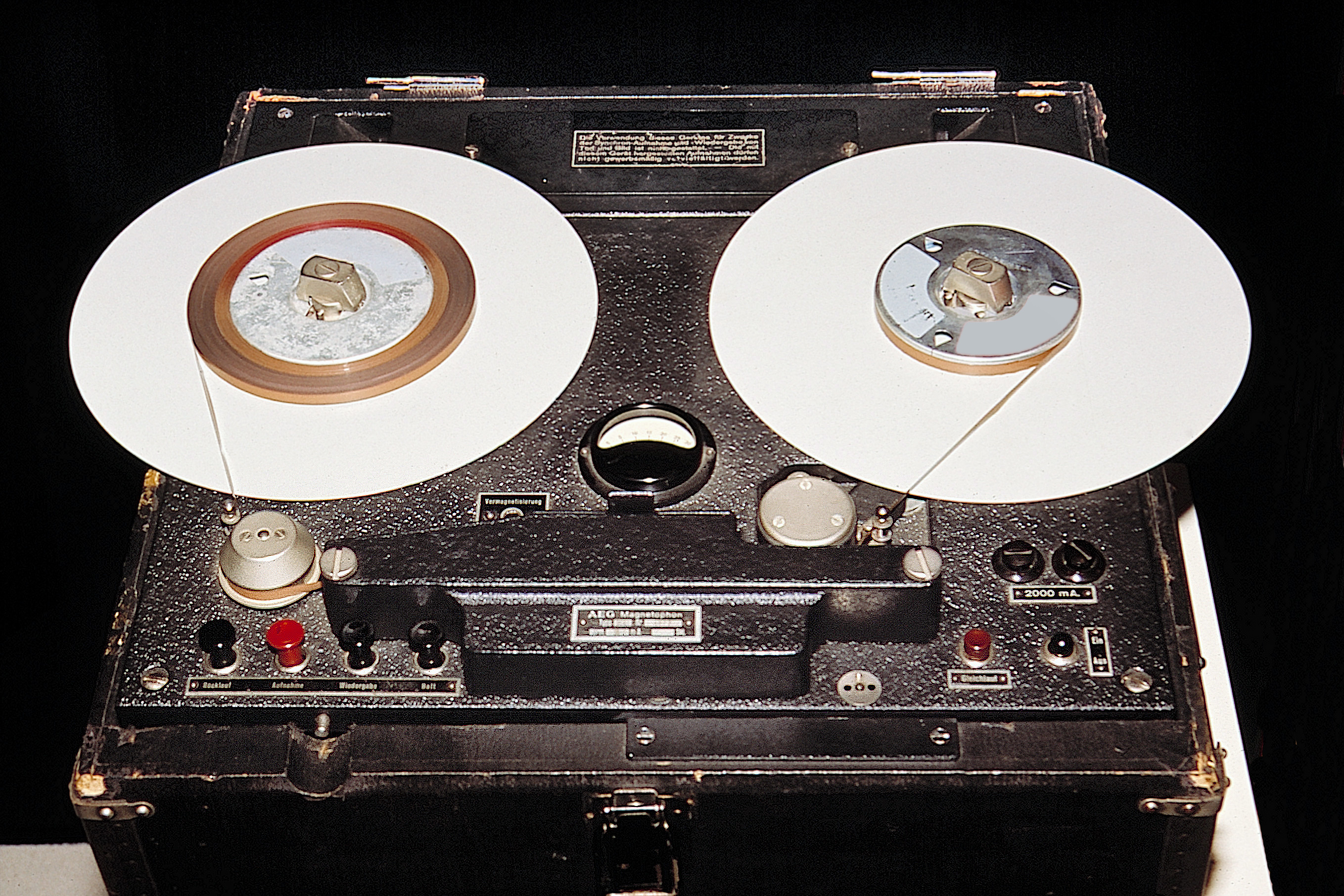
Magnetophon-Gerät (Tonband) als technischer Fortschritt im Rundfunk gegenüber der selbst beschreibbaren Schallplatte

Es handelte sich nach aktueller Literaturauffassung um keine Livesendung, wie es der Redakteur der Sendung damals noch darzustellen versuchte. Die Sendung 1942 zeigt sich als „eine geschickte Zusammenstellung von Drehbuch und Regie, unterlegt mit Hall- und Krächzgeräuschen vermeintlicher Authentizität“ aus dem Rundfunkstudio. Der „Produktionsfahrplan“ der Reichs-Rundfunk-Gesellschaft zeigt, dass die Einspielungen Tage zuvor erfolgten, auf Magnetophon-Band (statt Schallplatte) festgehalten und danach zu einer Sendung „gestaltet“ wurden. Alle Übertragungsorte mussten laut Ablaufplan einen „Sicherheitsbeitrag“ durch Kurier oder Überspielen liefern, um einem Leitungsausfall während der Proben vorzubeugen. Selbst dieser Ablaufplan spricht davon, dass die Gesamtsendung als Aufnahme vom Magnetophon-Band erfolgte.
Die vom Schlussteil überlieferten zwei verschiedenen Tondokumente im Deutschen Rundfunkarchiv bestärken durch die unterschiedliche Textfassung zu Beginn des Aufrufs zur Schlusskonferenz ebenfalls die Auffassung, dass die Sendung 1942 nicht live über den Sender ging. Es war lediglich eine zusammengefügte Bandaufnahme der Tage vorher aufgezeichneten Beiträge. Der damalige (und erst 2017 einer breiteren Öffentlichkeit bekanntgewordene) Mitschnitt von Peter Huverstuhl an seinem Empfangsgerät gibt die über den Sender gegangene Fassung wieder. Das schon vorher im Archiv befindliche Tondokument der Reichsrundfunkgesellschaft war nicht vollständig verwendetes Schnittmaterial.
Auch ein zeitgenössisches Foto in einer Rundfunkzeitschrift, welches den Sendeablauf bei der Sendung im Funkhaus präsentieren soll, zeigt laut archiviertem Vermerk auf der Rückseite des Originalfotos allerdings ein früheres Datum dieser „Vorproduktion“ der Ringsendung. Für eine vollständige Gestaltung der Sendung aus Studioaufnahmen gibt es jedoch keinen Beleg.
Zusätzlich gegen eine Livesendung spricht, dass eines der beteiligten U-Boote (U 758) bereits vor der Ausstrahlung der Sendung wieder in einen Atlantik-Hafen eingelaufen war. Kennzeichnend für die „Gestaltung“ der Sendung ist, dass alle Übertragungsleitungen im Mischraum des sogenannten Hörspiel-Komplexes im Berliner Funkhaus zusammenliefen.
Die Konstruktion der Weihnachtsringsendung 1942 als „radiophone Inszenierung“ greift mit einer Art Konferenzschaltung auf die Mittel des Hörspiels und der Reportage zurück. Die Sendung war „manipuliert […], indem durch geschickte Zusammenschnitte vorpräparierter Beiträge eine Live-Sendung simuliert wurde“. Für die Sendung ist sozusagen das „Tonband […] als Geheimwaffe“ genutzt worden. Außerdem war der „Erfinder“ der Sendung, Werner Plücker, ein ausgewiesener Hörspiel-Autor.
Die zeitgenössische Rundfunkliteratur bezeichnete das Sendeformat ohne Umschweife als „Hörwerk“ und riet sogar „die Vollmontage als die verläßlichere Form der gemischten Form vorzuziehen“, da sonst „Überraschungen […] durch Leitungsstörungen, mangelhafte Leitungen, Fehlschaltungen“ möglich seien. Das „Hörwerk“ als Mischform aus Hörspiel und Hörbericht sei ein „gestalteter Hörbericht“. Derartige Sendungen „verlebendigten“ ein „Thema mit allen denkbaren funkischen Mitteln“. Die Benutzung der Aufzeichnung mittels Platte oder Magnetophonband wird in der zeitgenössischen Literatur zur Verhinderung eines Misslingens der Sendung bei Hörberichten als Normalfall dargestellt.
Die Aufnahmetechnik war im Jahr 1941 beim Magnetophon-Band hinsichtlich des Klangs verbessert worden, da mittlerweile die als hilfreich entdeckte Hochfrequenz-Vormagnetisierung bei den Geräten eingesetzt werden konnte. Dies verhinderte zum Beispiel ein starkes Rauschen oder Klirren. Das neue Verfahren brachte beim (auch einfach für Sendungsbeiträge zu schneidenden) Magnetophon-Band eine bis dahin völlig unbekannte Klangtreue. Durch diesen technischen Fortschritt beim Tonband wurde im Rundfunkbetrieb der Einsatz von Schallplatten (oft selbst geschnittene Decelith-Scheiben) als Tonträger immer seltener. Laut zeitgenössischer Darstellung war es beim Großdeutschen Rundfunk die allgemeine „Absicht, die technische und künstlerische Qualität [… der] Sendungen zu steigern“ und eine „rationale Arbeitsweise im Sendebetrieb“ zu gewährleisten.
Zusammenfassend wird in der aktuellen Literatur festgestellt, dass die Sendung von 1942 vermutlich der „Versuch [war], das in den Vorjahren gebotene [in dem Wissen] zu übertrumpfen […], dass dies die technischen Möglichkeiten eigentlich nicht erlauben“.

### Sendung 1943

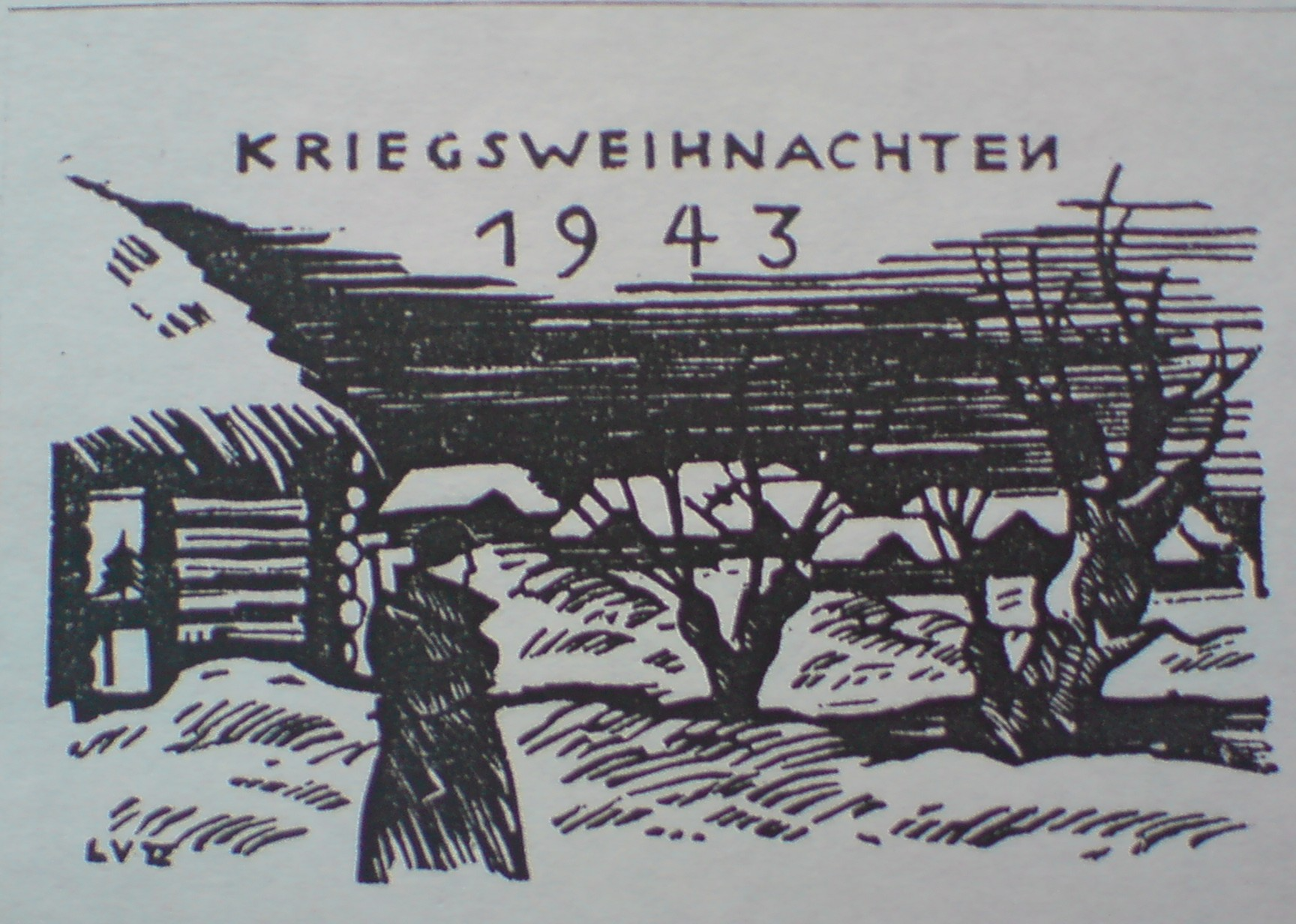
Kriegsweihnachten 1943 – Zeitgenössischer Briefkopf für Weihnachtspost

Die letzte Weihnachtsringsendung wurde 1943 produziert. Bei den Vorbereitungen bemühten sich die Verantwortlichen wie in den Vorjahren um die Rekrutierung von geeigneten Gesprächspartnern bei den Frontstellen und den Angehörigen in der Heimat. In die Vorbereitung fiel ein britischer Bombenangriff am 18. November 1943 auf das Berliner Funkhaus mit starken Zerstörungen. Die Sendung mit dem einfachen Titel „Weihnachtsringsendung“ dauerte etwas über eine Stunde und wurde laut Programmankündigung von 19:55 bis 21:00 Uhr ausgestrahlt. Dies war die zeitliche Vorplanung. Studiosprecher war erneut Werner Plücker. Nach der Sendung – wie in den Vorjahren – erfolgte um 21:00 Uhr die Rede von Reichspropagandaminister Joseph Goebbels.
Das Propagandaministerium hatte an die Rundfunkmitarbeiter allgemein für die Weihnachtszeit 1943 folgende Weisung erteilt: „Wir wollen von Weihnachten vorher nur sehr wenig reden.“
Die Sendung beinhaltet laut einer Ton-Teilüberlieferung von rund 25 Minuten, die sich im Historischen Archiv der Stadt Köln und gleichlautend – als Digitalisierung des Kölner Bestands – im Deutschen Rundfunkarchiv findet (nicht im Internet verfügbar), wiederum zahlreiche Schaltungen zu einzelnen Frontabschnitten und zu Familienangehörigen in der Heimat. Die Veröffentlichungen der Medienwissenschaften gingen bis Ende 2017 davon aus, dass die Sendung 1943 verschollen war.
Laut der Zusammenfassung (Abstract) in der Bestandsinformation des Deutschen Rundfunkarchivs gab es chronologisch unter anderem eine Schaltung zur Ostfront (Mittelabschnitt) mit einem Gespräch mit einem Soldaten und seinem Vater in Hamburg, einen Bericht von einem Flugsicherungsposten auf der ägäischen Mittelmeer-Insel Milos, eine Schaltung zur Ostfront (Nordabschnitt) mit Glockenklängen der Kathedrale in Pleskau bei Leningrad, einen Bericht aus Toulon am westlichen Mittelmeer zu dortigen Arbeitern der Organisation Todt und Grüße an Familienangehörige, eine Schaltung an die Südfront in Italien mit einem Gespräch zwischen einem Soldaten und seiner Familie in Stetterndorf auf einem Bauernhof mit anschließendem Stimmungsbild aus diesem fränkischen Ort, einen Stimmungsbericht von der Krim mit einer Weihnachtsfeier von rumänischen Gebirgsjägern und einem Liedgruß an deutsche Soldaten, den eine Aufklärungsschwadron an der Dnepr-Front in Russland erwidert, einen Bericht von der Kanalküste mit einer Weihnachtsfeier und einen Stimmungsbericht von einer Geschützstellung in Nordnorwegen.
In der Sendung wurde inhaltlich folgendes betont: „Wachsen der Gemeinschaft zwischen Front und Zuhause“, „Arbeit der Heimat für die Front“, „Parole: Weitermachen“, „Todt-Arbeiter zahlreicher europäischer Nationen schaffen am Schutz Europas“, „Arbeit am Wiederaufbau zerstörter Städte in Deutschland“ und „Zusammenhalt ersetzt fehlende Arbeitskräfte“.
Einige Tage nach der Sendung fand der Leiter der Rundfunkabteilung im Propagandaministerium, Hans Fritzsche, in einer Besprechung kritische Worte zur durchgeführten Weihnachtsringsendung. Die Ansage sei „zwar sehr viel hoffnungsvoller“ als im Vorjahr gewesen, aber insgesamt sei die Sendung der „großen Chance immer noch nicht gerecht geworden“ und der richtige „Ton nicht gefunden worden“, so dass er deshalb im Jahr 1944 selber die Sendung machen wolle, um zu versuchen, „was man herausholen kann“.

## Heiligabend 1944

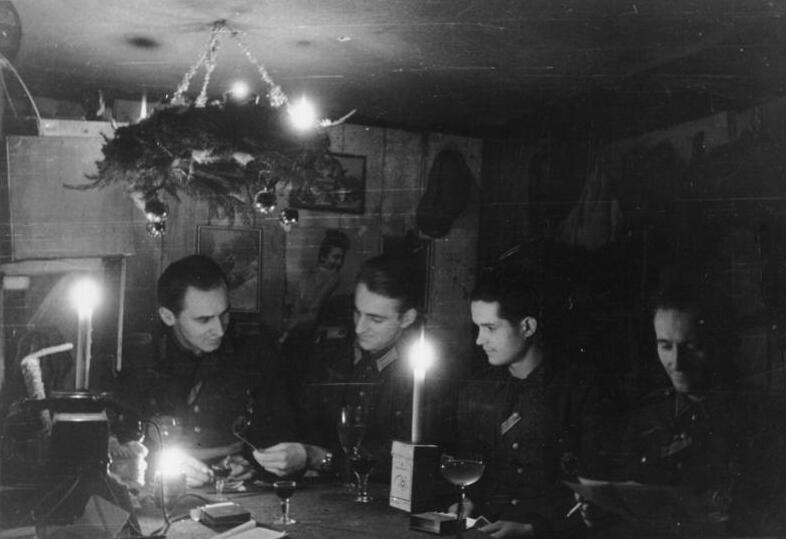
Weihnachtsfeier von Soldaten im Bunker an der Front in Ostpreußen (1944)

Die Ausstrahlung einer „klassischen“ Weihnachtsringsendung 1944 ist nach der Quellenlage eher unwahrscheinlich. Es gibt für den 24. Dezember im einheitlichen Reichsprogramm des Großdeutschen Rundfunks keinen Hinweis zu einer derartigen Sendung. Tondokumente sind in den Archiven nicht aufgefunden worden. Auch ein Verzeichnis (Katalog) des Deutschen Rundfunkarchivs beinhaltet keinen Nachweis für eine Weihnachtsringsendung 1944. Große Schaltungen zu weit entfernten und von Deutschland besetzten Ländern waren aufgrund des Frontverlaufes Ende 1944 ohnehin nicht mehr möglich.
Allerdings gab es Vorplanungen, die nicht umgesetzt wurden. Zum beabsichtigten Inhalt gibt es folgende überlieferte Absichten des Reichsrundfunks: Erstens sollte es eine „vollkommen neue Weihnachtsringsendung“ geben. Zweitens enthalte sie „einen sehr netten Einfall mit einem Lied, was sich Soldaten wünschen[; dies seien …] Post, Lieder zum Singen und schöne Musik aus dem Lautsprecher“. Und drittens sollten zum Schluss der Sendung „Glocken der Heimat“ erklingen.
Reichspropagandaminister Joseph Goebbels erwähnt allerdings in seinem Tagebuch, dass am Heiligabend bei der Ringsendung „insbesondere die Übertragung aus den Atlantik-Stützpunkten, […] vom deutschen Volke mit tiefer Bewegung zur Kenntnis genommen worden“ sei. Dieser von Goebbels fälschlich als „Ringsendung“ bezeichnete Rundfunkbeitrag war wahrscheinlich nur die Sendung „Die Frontweihnacht“ von 19:30 bis 20:00 Uhr im Reichsprogramm; außerdem gab es von 16 bis 18 Uhr die Sendung „Weihnachten in deutschen Gauen“. Unklar wird die Überlieferung zusätzlich durch einen Aktenteil im Propagandaministerium mit dem Stichwort „Weihnachts-Ringsendungen“ in einem der „wöchentlichen Tätigkeitsberichte des Leiters der Abteilung Propaganda – Chef des Propagandastabes – als Zusammenfassung der Berichte der Reichspropagandaämter […]“ vom 28. Dezember 1944, weil hier von einer „Ringsendung“ gesprochen wird.

## Zeitgenössische Stimmen
Bei allen zeitgenössischen Literaturstimmen muss beachtet werden, dass diese Autoren Teil der gleichgeschalteten Medien (Rundfunk und Presse) im Nationalsozialismus waren. Deshalb kann keine medienkritische Äußerung zu den Weihnachtsringsendungen erwartet werden, sondern jeder Beitrag ist Teil der Propaganda im Umfeld der Sendungen.

### Auftrag des Rundfunks

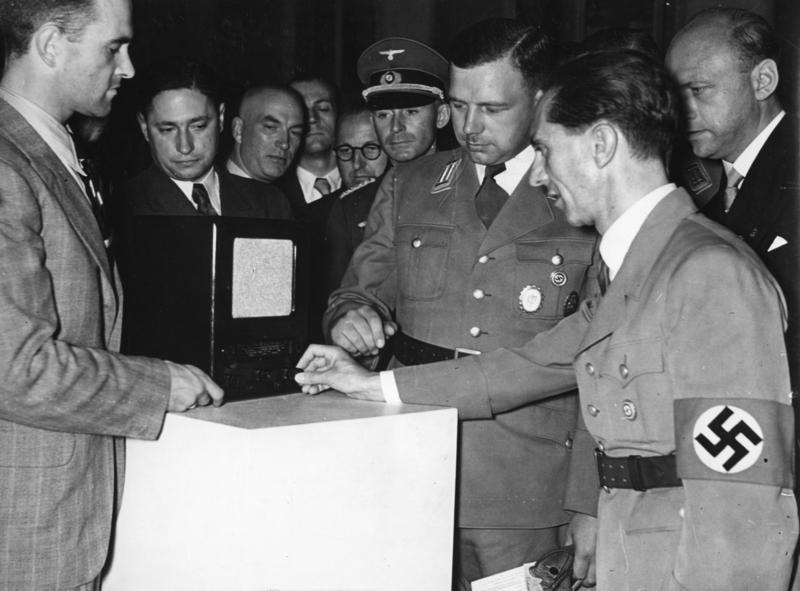
Reichspropagandaminister Joseph Goebbels mit dem Radiogerät Deutscher Kleinempfänger DKE 38 auf der Berliner Funkausstellung 1938

Die Weihnachtsringsendung sei eine „den Weltenraum umspannende Feierstunde“. Die Sendung sei angesichts des Krieges „nach Inhalt und Anlage eine Forderung, die der Großdeutsche Rundfunk zu erfüllen hatte“. Das Sendeformat zeige, „welche Aufgaben der Rundfunk gerade während des Krieges lösen kann“. Der Rundfunk habe deshalb „in ganz besonders klarer und schöner Weise einen Eindruck von seiner umfassenden Mission gegeben“. Schon die Proben hätten eine „ergreifende Stimmung“ bei den Mitarbeitern verbreitet.

### Rundfunktechnik
Die Weihnachtsringsendung habe „auf die besten Erfahrungen der Rundfunk-Übertragungstechnik“ bauen können. Die „Übertragung von Wechselgesprächen zwischen den Fronten“ sei eine „Höchstleistung des Deutschen Rundfunks“. Die Weihnachtsringsendung sei die „bisher vollkommenste Leistung einer […] Konferenzschaltung über größte Entfernungen“ gewesen. Mit der Sendung habe die „ganze Kraft und Gewalt des Rundfunks […] aus allen Ecken Europas gestrahlt“. Das „Wunder Rundfunk“ habe gewirkt und die Technik habe ein „Weihnachtswunder“ ermöglicht. Dieses „Wunder ‚Technik‘ [… habe] wieder einmal Raum und Zeit besiegt“. Die Technik sei ein „dienstbares Instrument“ und eine „Zauberleistung“ gewesen. Die Weihnachtsringsendung sei ein „eindrucksvolles Beispiel für die gute Gemeinschaftsarbeit“ von Wehrmacht, Reichspost und Rundfunk. Die Ringsendung sei ein „Höhepunkt des Rundfunkschaffens [und] leuchtender Ausdruck dessen, was der Rundfunk unter nationalsozialistischer Führung [wurde]“. Der Rundfunk sei „weit mehr als nur ein technisches Instrument der Übermittlung […, sondern] zu einem Sendboten der Volksgemeinschaft geworden“.

### Funktion des Sendeformates
Der Rundfunk schlage zu Weihnachten „ein Band um uns alle, und alle Trennungen, alle Fernen [seien …] aufgehoben“. Die Sendung sei „Mittler zwischen Heimat und Front“ und sie vereine „Front und Heimat zu einem einzigartigen Gemeinschaftserleben“. Der Rundfunk zeige: „Kaum stand je Front und Heimat so eng verbunden im gegenseitigen Gedenken beieinander wie in der Verbindung durch diese einzigartige Sendung“. Die Aussage „Im Raum der Ätherwellen wölbte sich das Haus der riesigen Familie, die wir mit unseren Soldaten bilden.“ wurde immer wieder hervorgehoben.

### Wirkung der Sendung
Es sei eine „großartige und einmalige“ Sendung gewesen. Sie sei „überall im Lande […] ein ganz starkes Erlebnis gewesen“. Alle Hörer hätten „im Banne der Zwiesprache“ zwischen Front und Heimat gestanden. Während der Ringsendung habe man „die große Zuversicht und den starken, bedingungslosen Glauben an den Sieg des Reiches […] fühlen“ können. Deshalb hätten auch alle „dem Großdeutschen Rundfunk für dieses Erlebnis […] heißen Dank gesagt“. Die Sendung sei ein Geschenk, „deren Größe und Einmaligkeit im stummen Dank eines ganzen Volkes ihren Ausdruck findet“. In der Weihnachtsringsendung wurde der „Rundfunk [fernab der Technik …] ein Ausdruck des Seelischen, ein Zusammenhang der edelsten Kräfte im deutschen Menschen; in dieser Stunde schwang in ihm das Leben der Nation“. Der große Eindruck werde „zeitlebens unvergesslich bleiben“.
Auch der Propagandaminister Joseph Goebbels rühmt in seinem Tagebuch die Weihnachtsringsendung, weil sie „Front und Heimat in der wirkungsvollsten Weise verbindet“; die Sendungen seien „wunderbar und ergreifend“ gewesen.

## „Meldungen aus dem Reich“

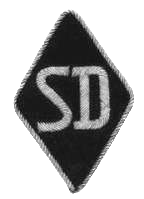
Uniform-Abzeichen beim Sicherheitsdienst des Reichsführers SS

Die Meinung der deutschen Rundfunkhörer zu den Weihnachtsringsendungen ergibt sich mit aller wissenschaftlichen Vorsicht aus den Meldungen aus dem Reich vom Sicherheitsdienst der SS. Diese Meldungen waren geheime innenpolitische Lageberichte zur Stimmung der Bevölkerung für höhere NS-Funktionäre.
Nach diesen Berichten habe zu Weihnachten 1940 die Ringsendung den „weitaus tiefsten Eindruck“ hinterlassen, „stelle sicher eine technische Glanzleistung dar“ und habe „über alles gut gefallen“.
In der Bevölkerung habe hinsichtlich der Sendung 1941 „der Eindruck geherrscht […], daß die Sendung an Lebendigkeit und Frische etwas hinter der des Vorjahres gestanden habe“, trotzdem habe die Sendung „größte innere Anteilnahme gefunden und aufs eindringlichste die enge Verbundenheit von Front und Heimat zur Darstellung gebracht“.
Aus der Sendung 1942 mit der Einbindung eines „Sprechers“ aus Stalingrad wird in der Bevölkerung der Schluss gezogen, dass dies „die vielen Befürchtungen beseitigt [habe], daß Stalingrad nicht nur abgeschnitten, sondern aufgegeben sein könnte“. Außerdem gibt es für 1942 die Erwähnung, dass „Presse und Rundfunk [der …] allgemeinen Stimmung [(keine laute Weihnachtsfreude)] sehr entgegen gekommen“ seien.
Für Weihnachten 1943 verweisen die Berichte zwar darauf, dass in der Bevölkerung eine „eigentliche Weihnachtsstimmung nicht habe aufkommen können“, eine Bewertung der letzten Weihnachtsringsendung durch die Bevölkerung fehlt jedoch in der Überlieferung.

## Aufzeichnungen, Feldpostbriefe und Erinnerungen
Neben den Veröffentlichungen in der zeitgenössischen Presse oder den „Meldungen aus dem Reich“ sind relativ ungefilterte Äußerungen der Bevölkerung zur Einordnung der Sendungen interessant. Es zeigt sich, dass die von der Propaganda beabsichtigten Wirkungen bei der Bevölkerung und den Soldaten vielfach eintraten.
Eine Chronik des oberschlesischen Dorfes Wellendorf (Turze), die von der dortigen Schule geführt wurde, vermerkt im Jahr 1942: „Am Hl. Abend vermittelte uns der deutsche Rundfunk durch eine Ringsendung einen gewaltigen Eindruck deutscher Kraft aus den entferntesten Teilen Europas.“ In einer Tagebuchaufzeichnung verband eine Jugendliche aus München die Sendung 1942 mit der unmittelbar anschließenden Goebbels-Rede. Es sei eine „Weihnachtsringsendung, die ihren Höhepunkt in der Rede von Dr. Goebbels hatte“ und alle in der Sendung beteiligten Soldaten und Familien „waren glücklich sich funktelegraphisch verständigen zu können. Heimat und Front waren eng verbunden.“

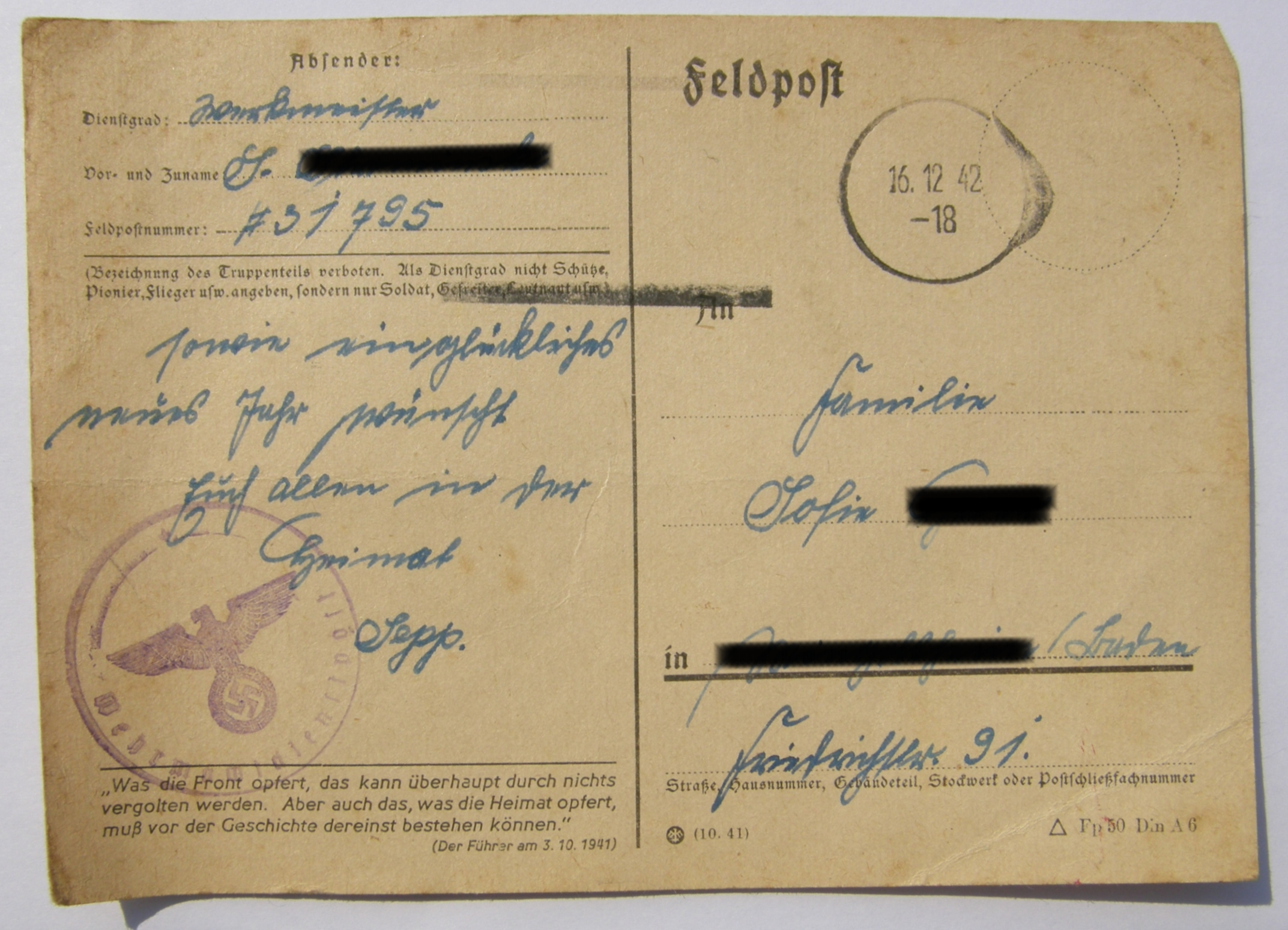
Feldpostkarte eines Soldaten an seine Familie (Dezember 1942)

Auch manche Feldpostbriefe von Soldaten zeigen die Wirkung der Sendung. Der Gefreite Paul Wortmann schreibt am Heiligabend aus Stalingrad an seine Eltern und Geschwister: „Ein Erlebnis besonderer Art war auch die Weihnachts-Ringsendung, die Ihr sicher auch gehört habt. Ein Soldat, nicht weit von uns, sprach darin und ich bin gewiss, dass in diesem Augenblick unsere Gedanken nahe beieinander waren.“ Ebenfalls aus Stalingrad vermerkt der Soldat Karl W. in seinem Brief unter dem Datum „Kriegsweihnachten 1942“ das gemeinsame Hören der Sendung mit folgenden Worten: „Ihr habt gestern Abend doch bestimmt in der Ringsendung durch den Rundfunk, die Grüße von allen Fronten gehört und auch bestimmt hier von Stalingrad. Wir haben ja auch Radio und haben den hl. Abend sehr gemütlich verbracht.“ Der Obergefreite Karl Bühler schrieb aus Stalingrad: „Am Radio erfreuten wir uns zunächst der Ringsendung von 19 Uhr 20 bis zum Beginn der Goebbelsrede. Auch aus Stalingrad kamen Weihnachtsgrüße ins Reich, worüber wir uns besonders freuten, bewiesen doch diese Grüße – trotz aller Lügen der Gegner – dass die deutsche Wehrmacht und nicht etwa die Bolschewisten Stalingrad nach wie vor in der Hand haben. Dabei wird es auch bleiben!“
Einige Erinnerungen von Soldaten nach dem Krieg sind gekennzeichnet von der Wirkung des propagandistischen Sendeformates. Ein Leutnant, der damals in Stalingrad war, berichtet: „Als Stalingrad gerufen wurde, begannen wir zu frösteln. Als dann ‚Stille Nacht, heilige Nacht‘ erklang, rollten unsere Tränen. Von da an sprach niemand mehr ein Wort – vielleicht eine Stunde lang.“
Auch Jahrzehnte nach dem Krieg erinnern sich Angehörige von Soldaten an die Ringsendungen. So schildert zum Beispiel eine damals Zwölfjährige, die 1943 zusammen mit ihrer Mutter allein zu Weihnachten war, als fast 90-Jährige in einer kleinen autobiografischen Geschichte: „Wir fühlten uns während der […] Ringsendung, […] mit meinem Vater […] eng verbunden, auch wenn die Schaltungen nicht [… zu seinem Stationierungsort] gingen. Denn wir vermuteten, dass [… alle Soldaten] die Sendung in der Ferne ebenfalls hörten. So gingen meine Mutter und ich an diesem Heiligen Abend 1943 schließlich getröstet zu Bett.“

## Medienwissenschaftliche Bewertung
Die Weihnachtsringsendung 1942 wird in vielen Hörfunk- und Literaturbeiträgen als Beispiel bei der medien- und politikwissenschaftlichen Bewertung des Sendeformates genommen. Die erste Sendung von 1940 mit der Komplettüberlieferung wird seltener für die wissenschaftliche Betrachtung gewählt. Auch für den Schulunterricht wird das Tondokument 1942 von Geschichtsdidaktikern empfohlen. In der museumspädagogischen Arbeit kann diese Sendung zudem als Ausgangspunkt im Rahmen einer medienkritischen Erziehung dienen. Die aktuelle Medienwissenschaft greift alle Weihnachtsringsendungen bei der international ausgerichteten rundfunkgeschichtlichen Arbeit auf.
Allgemein wird vermerkt, dass die Sendung 1942 „damals stark beeindruckte […, aber] auf uns heute geradezu gespenstisch wirken kann“. Die Weihnachtsringsendungen „untermalten akustisch […] Höhepunkte des Jahreslaufs [… und] waren und stützten Rituale, boten Anlaß zur Sentimentalität und fungierten als Ventile oder Verstärker sonst unterdrückter Gefühle“.

### Gestaltung der Sendung

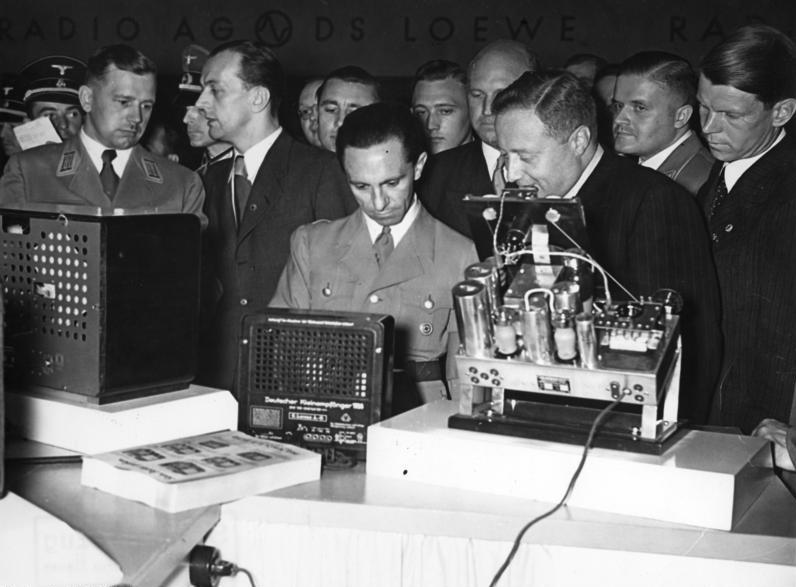
Reichspropagandaminister Joseph Goebbels vor verschiedenen Radiogeräten (u. a. DKE 38) auf der Funkausstellung 1938

Die Strategie der Weihnachtsringsendung ist propagandistisch, findet sich jedoch nicht in den „Kategorien einer rhetorisch-manipulativen Propagandakonzeption“ klassischer Art. Die Gestaltung der Sendung hatte „eine von vornherein kalkulierte Tiefenwirkung“. Mit Blick auf den technischen Verknüpfungsaufwand über zivile und militärische Wege kann man davon sprechen, dass das „Volk […] mit dem Krieg an allen Fronten verschaltet“ wurde. Hinsichtlich der Sendung 1942 wird von einem Rundfunkautor zusammenfassend ausgeführt: „Unabhängig davon, ob es die Schalte zu allen Fronten wirklich gegeben hat, wichtig im Propagandakrieg war, dass sie als Live-Ereignis rezipiert wurde und so die distanzlose Unmittelbarkeit und Geschlossenheit demonstrierte.“
In der Ringsendung ist „der Sound des Technischen – Knattern, Krächzen, Hall – neben der Montage und der stimmlichen Darstellung ein wesentliches Wirkungsmittel“ für den zu erzielenden Effekt gewesen. Während in den vorherigen Sendungen „in langweiligster Weise Grüße […] ausgetauscht“ wurden, „erhöht[e] man 1942 die Geschwindigkeit des Hin- und Herschaltens und scheut[e] sich auch nicht davor, die Rückkopplungseffekte [zur Verhinderung eines zu perfekten Eindrucks beim Radiohörer …] einfach geschehen zu lassen“. Die „Wirkungsweise […] läßt sich über eine rein schriftliche Wiedergabe […] allenfalls ansatzweise erfahren“, denn nur die „akustische Überlieferung“ offenbart den Charakter der Weihnachtsringsendung. Als Bewertung im Vergleich Presse und Rundfunk ist sogar feststellbar: „Zu solcher Wirkung wäre Druckerschwärze nicht fähig gewesen.“
Diese „Sound-Konstruktion“ wollte die „fehlende räumliche Präsenz durch intensivierte Ansprache […] kompensieren“, damit Heimat und Front sich verbunden fühlten. Das Sendeformat ist ein Versuch durch die Zusammenschaltung von Front und Heimat ein „imaginäres ‚inneres Deutschland‘ mit Hilfe des ‚Erlebens der Ringsendung‘ als eine Wirklichkeit zu konstruieren“. Eine „kontinentumspannende Leistung deutscher Technik demonstrierte zugleich die kontinentale Ausdehnung deutscher Herrschaft“. Die „komplexe Struktur“ der Sendung und die Nutzung der „komplexen Technologien“ ist zugleich eine „Drohung […, dass die gleiche Technik auch] ganze Städte und Landstriche zu pulverisieren“ vermag.
Somit ist die Weihnachtsringsendung 1942 „einerseits die symbolhafte Inszenierung des Großmachtanspruchs und andererseits die Erzeugung sakraler Stimmung durch die Sendeform selbst“. Trotzdem erscheinen die Meldungen der Soldaten an den Außenstationen „wie in einem Ritual formelhaft“. Demgegenüber ist das Schlusslied Stille Nacht wegen „schlimmster akustischer Verzerrung“ kaum zu verstehen, so dass durch die „fiebrig-flirrenden, metallisch-blechernen Halleffekte, in denen das mit Eigenechos kakophonisch überlagerte Weihnachtslied ins Gekreische versinkt, [eher …] die Apokalypse schon anklingen“ lassen. Das Lied „scheint bereits aus einem akustischen Jenseits zu kommen […] hat etwas von einer elektronisch-roboterhaften Parodie auf menschliche Stimmen“. Ohnehin gehört die Nutzung des Liedes Stille Nacht zum „gespaltenen Bewußtsein des Nationalsozialismus“, denn christliche Weihnachtslieder gehörten nicht zur „nationalsozialistischen Weihnacht“. Der Nationalsozialismus versuchte vergeblich mit zwei Strategien die Beliebtheit des Liedes zu brechen (Textumdichtung und -umdeutung sowie neues Lied „Hohe Nacht der klaren Sterne“).
Im Vergleich zum sonstigen Programm des Großdeutschen Rundfunks zeigt sich die Weihnachtsringsendung als eine Steigerung der „Kitsch-Harmonie [der …] ‚gemeinschaftsbildenden‘ Sendungen“ im Zweiten Weltkrieg. Es war „rührselige[s] Nationaltheater“. Es ist ein „Massenspektakel über alle Reichssender und über sämtliche Wehrmachtssender“ gewesen. Man kann mit Blick auf den technischen Aufwand von einem „propagandistischen Auftrag der Rundfunktechnik“ sprechen. Die „Sendung funktioniert, [denn] sie entfaltet ihre Wirkung, gerade weil die Technik hörbar“ wurde. Somit geriet „die ‚Rundfunkbotschaft‘ […] in die ‚Hörigkeit‘ der Technik, sie war nicht mehr die getreue akustische Wiedergabe des übertragenen Geschehens“. Es wird auf Grund der Art der Sendeform mit dem „Gesang künftiger Bewohner der Soldatengräber“ sogar folgender Schluss gezogen: „Eigentlich hätte Weihnachten […] am Ende des Zweiten Weltkrieges abgeschafft werden müssen, nachdem […] Goebbels’ Rundfunk die so genannte Weihnachtsringsendung durch den Äther gehen ließ.“

### „Virtuelle Volks- und Kriegsgemeinschaft“

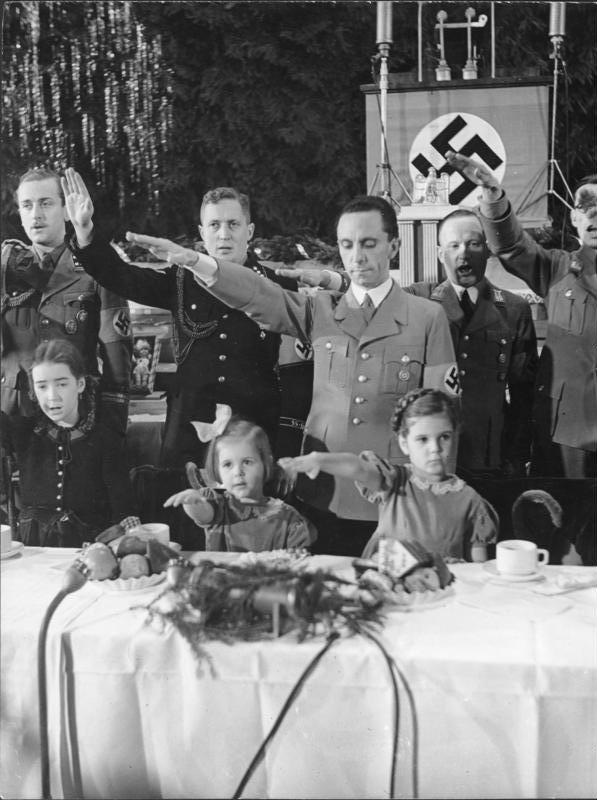
Öffentliche „Deutsche Volksweihnachtsfeier“ mit Reichspropagandaminister Joseph Goebbels in Berlin (1937)

Die Weihnachtsringsendungen sollten vor allem Emotionen vermitteln. Ziel war es, ein „eindrucksvolles Dokument sowohl der Kriegsgemeinschaft als auch der technischen Modernität des Reiches als vertrauensbildende Maßnahme im Hinblick auf einen Endsieg“ zu produzieren. So hat man letztendlich „an die Sentimentalität, die Hoffnungsbereitschaft und den Durchhaltewillen von Millionen appelliert“ und die Sendung an Heiligabend dazu benutzt. Damit ist die „eindrucksvollste Verbindung von industrieller Perfektion und seelisch maskierter Destruktivität“ erreicht worden. Durch die technisch aufwendige Gestaltung der Weihnachtsringsendung sollte das „Heimatgefühl bewahrt und der Glaube an die grenzenlose Macht der deutschen Armee gefördert“ werden. Ein „‚Weltreich‘ mit deutschem Gemüt“ ist inszeniert worden. In der Sendung konnte man gleichzeitig „die Inszenierung von Wirklichkeit und die Erzeugung einer emotionalen Stimmung“ finden. Der Hörer wurde in einen „Trancezustand versetzt“. Es war ein „Menetekel aus Faszination und subtiler Gewalt“.
Bei der Weihnachtsringsendung handelte es sich um ein „Mittel zur Steigerung des Durchhaltevermögens“ der Bevölkerung. Eine „Wir-Gruppe [wurde mit der Sendung …] zelebriert“. Man kann es auch einen „virtuellen Raum einer ‚Volksgemeinschaft‘“ nennen. Das Radio diente der „Schaffung einer virtuellen Kriegsgemeinschaft, die die Einheit von Front und Heimat schweißen sollte“. Durch das Mitsingen wurde „der Eindruck von Simultaneität und physischer Nähe noch gesteigert“.
Diese mit Hilfe des Rundfunks „in Szene gesetzte Gemeinschaft“ war für das Dritte Reich „eine wichtige Voraussetzung für das Handeln im Krieg“, „um letzten Endes – wie es die Propaganda beabsichtigte – den Krieg erträglicher erscheinen zu lassen und ‚eiserne Festigkeit und Entschlossenheit‘ zu suggerieren“. Die „Gleichschaltung [an Heiligabend ist] weihevoll auf die Spitze getrieben“ worden. Es wurde „nicht Fiktion, sondern Betrug“ erzeugt, in dem „Ferne vorgetäuscht [wurde], wo die Betrüger in der Nähe saßen“.
Zusammenfassend für die Medienwissenschaft lässt sich hinsichtlich des Ziels, der Machart und der ideologischen Grundausrichtung des Sendeformates (insbesondere für 1942) folgendes feststellen:

„In der NS-Weihnachtsringsendung von 1942 ging es nicht um tagespolitische Ziele und Inhalte. Vielmehr war die Radiosendung eine imposante mediale Inszenierung der NS-Propaganda-Maschinerie, die den Zuhörern an den Fronten und in den deutschen Wohnzimmern das ideologisch geprägte Gemeinschaftserlebnis einer gigantischen Weihnachtsfeier vorgaukelte. Dabei signalisierten die akustisch zugeschalteten Frontabschnitte […] die geopolitische Unterwerfung dieser Länder und Regionen unter das militärische Diktat des nationalsozialistischen Staates und seines Herrschaftsanspruchs. So vermittelten beispielsweise Rauschen und Knacken in der Leitung oder unterbrochene Verbindungen den Eindruck von Authentizität. [Die Analyse ergibt …], wie die Macher dieser Sendung gezielt auf Mittel des Hörspiels und der Reportage zurückgriffen, um in der Vorstellung der Hörer die Größe der eroberten deutschen Gebiete entstehen zu lassen. Der ‚Sound‘ als solcher wird so zum Politikum.“

Eine zusammenfassende Bewertung aus literaturwissenschaftlicher Sicht mit Blick auf das Schlusslied Stille Nacht und die Meldungen aller Außenstationen in der Weihnachtsringsendung 1942 lautet:

„Die Beschwörung der Stationen führte am Heiligen Abend dem Hörer die Ausdehnung des Reiches authentisch als Wunder vor; die sich durch Halten der Stellungen äußernde Habgier verlangte nach sakraler Weihe und seelischer Einverleibung, für die das Weihnachtslied gleichermaßen sorgte. Stille Nacht veränderte sich im neuen Zusammenhang zur zynischen Gebrauchsform des Eroberungskrieges; die Verse, in denen das traute hochheilige Paar ‚einsam wacht‘, und die durch die Erinnerung an Familienfeste ins Träumen gebrachte deutsche Innerlichkeit verblendeten mit Hilfe der staunenswerten Rundfunktechnik wirksamer als jeder erfundene Text das Monströse.“

Eine kurze radiowissenschaftliche Bewertung im Rahmen einer Rundfunk-Wanderausstellung führt zu den Weihnachtsringsendungen folgendes aus:

„Die Weihnachtsringsendungen der Jahre 1940 bis 1943 sind ein Sinnbild für die propagandistische Inszenierung des Radios für die Naziideologie. In vier 60- bis 90-minütigen Sendungen, jeweils am Heiligabend mit immensen Einschaltquoten von angeblich 100 Millionen Hörern und Hörerinnen, werden Orte an den Kriegsfronten und an der ‚Heimatfront‘ in deutschen und besetzten Gebieten live zusammengeschaltet. Live-Töne von der Front, aus Flugzeugen und U-Booten von Afrika bis zum Nordkap, von Russland bis zur Atlantikküste inszenieren das Deutsche Reich als militärisch, technisch und nicht zuletzt kulturell überlegen.“

Der von den Geschichtswissenschaften zu beachtende „technische Hintergrund“ beim Radio im Nationalsozialismus wird folgendermaßen in der Literatur dargestellt:

„Inszenierungen sind als historische Handlungen zu begreifen. Man muß sie auf dem Hintergrund des technologischen Entwicklungsniveaus, der Professionalität und Erfahrung der Programmacher, aber auch auf der Folie der Entwicklung der menschlichen Sinne und Wahrnehmungsweisen betrachten. Von heute aus gesehen wirkt vieles, was im Dritten Reich im Radio inszeniert wurde, stümperhaft und dilettantisch. Aus damaliger Sicht scheint es anders gewesen zu sein. Die Menschen reagierten zum Teil stärker auf das Dargebotene als sie es heute tun, weil sie noch nicht an das Medium gewöhnt waren und noch keine weitreichenden Erfahrungen mit dem Medium vorlagen. Live-Übertragungen, so wenig professionell sie auch teilweise gemacht waren, waren ein beliebtes Mittel, um das Publikum gegenüber den zu vermittelnden Botschaften aufgeschlossen zu machen. Die Programmacher des gleichgeschalteten NS-Rundfunks spielten auf der Klaviatur der Technikbegeisterung, des Erlebnishungers sowie der Faszination des virtuellen Mit-Dabeisein-Könnens über Räume und Zeiten hinweg.“

### Aktuelle Beiträge (Auswahl – insbesondere Online-Veröffentlichungen)

#### Grundlagen
- Dominik Schrage: „Singt alle mit uns gemeinsam in dieser Minute“ – Sound als Politik in der Weihnachtsringsendung 1942. (Memento vom 28. Juli 2018 im Internet Archive) In: Daniel Gethmann, Markus Stauff (Hrsg.): Politiken der Medien. Diaphanes, Zürich/Berlin 2005, (sequenzia. Band 11), ISBN 3-935300-55-7, S. 267–285. (Online-Fassung <PDF; 161 kB> mit anderer Seitennummerierung) (Standardwerk zur medienwissenschaftlichen Bewertung der Sendung 1942)
- Ansgar Diller: Die Weihnachtsringsendung 1942. Der Produktionsfahrplan der RRG. In: Rundfunk und Geschichte. Mitteilungen des Studienkreises Rundfunk und Geschichte. Informationen aus dem Deutschen Rundfunkarchiv. Jahrgang 29 (2003), Heft 1/2, S. 47–51. ISSN 0175-4351 (Online-Fassung; PDF; 835 kB) (Einführung zu allen Weihnachtsringsendungen und Dokumentation des Ablaufplans zur Sendung 1942)
- Thomas Riegler: Meilensteine des Rundfunks. Daten und Fakten zur Entwicklung des Radios und Fernsehens. Band 2. Siebel, Meckenheim 2009, ISBN 978-3-88180-682-4, S. 40–46. (ausführliche Darstellung aller Weihnachtsringsendungen)

#### Jugendgerecht
- Karla Arzberger: Deutsche Weihnacht 1940 – ein Stück Propaganda – Youth Reporter Blog-Beitrag vom 21. Dezember 2016 auf dem Onlineportal „Österreichisches JUGENDPORTAL“ des Bundesnetzwerkes Österreichische Jugendinfos im Auftrag des Bundeskanzleramtes (Sektion Familie und Jugend). (Memento vom 1. Mai 2018 im Internet Archive). (kurze Darstellung und Bewertung aller Weihnachtsringsendungen als Sicht einer Jugendlichen)
- Herwart Vorländer: Das Tondokument im zeitgeschichtlichen Unterricht. In: Uwe Uffelmann (Hrsg.): Didaktik der Geschichte. Aus der Arbeit der Pädagogischen Hochschulen Baden-Württembergs. Für die Landesfachschaft Geschichte in Verbindung mit der Landeszentrale für Politische Bildung. Neckar-Verlag, Villingen-Schwenningen 1986, ISBN 3-7883-0847-8, S. 287 (298–301). (Verwendung der Sendung 1942 für Schulunterricht)

#### Einzelaspekte
- Katja Rothe: Katastrophen hören. Experimente im frühen europäischen Radio. Kulturverlag Kadmos, Berlin 2009, (Kaleidogramme. Band 55), ISBN 978-3-86599-093-8, S. 77–80. (kurze medienwissenschaftliche Bewertung der Sendung 1942)
- Andreas Jordan: Die Weihnachtsringsendung von 1942 – Artikel vom Dezember 2008 auf dem Onlineportal „GELSENZENTRUM – Portal für Stadt- und Zeitgeschichte“ des Vereins für regionale Kultur- und Zeitgeschichte Gelsenkirchen e. V. (zusammenfassende Darstellung der medienwissenschaftlichen Bewertung zur Sendung 1942 anhand des Beitrags von Dominik Schrage)
- Christoph Arens: NS-Weihnachtsringsendung. „Achtung, ich rufe den Eismeerhafen Liinahamari“ – Zeitungsartikel vom 24. Dezember 2015 auf dem Onlineportal Die Welt. (kurze Darstellung aller Weihnachtsringsendungen)
- Michael Marek: 24.12.1942: Der Deutschlandsender strahlt eine Weihnachtsringsendung aus (Memento vom 3. Januar 2016 im Internet Archive). Sendemanuskript des SWR2 Zeitwort vom 24. Dezember 2010 (PDF; 40,8 kB). (kurze Darstellung der Sendung 1942)
- Hans Widlroither: Millionen lauschten am Heiligen Abend 1942 vor den Radioapparaten. In: Der Bandlkramer. Kulturbrief der Stadtgemeinde Groß-Siegharts. Folge 8, Dezember 2009, S. 7. (Online-Fassung; PDF; 1,94 MB). ZDB-ID 2382833-X (kurze Darstellung der Sendung 1942)

### Zeitgenössische Beiträge (NS-Zeit)

#### Sendung 1940
- Werner Plücker: Wir bauten die Weihnachtsbrücke „Front – Heimat“. In: Schul-Rundfunk. Zweiwochenschrift für die Erziehungsarbeit. Jahrgang 1940/41, Heft 22 (19. Januar 1941), S. 422–423. ZDB-ID 552180-4 (Schilderung von Vorbereitung und Ablauf der Sendung 1940 durch den „Erfinder“ des Sendeformates und (Sende-)Gruppenleiter „Allgemeine volkstümliche Unterhaltung“ bei der Reichs-Rundfunk-Gesellschaft)
- H[ans-]J[ürgen] Nierentz, A[xel] Neels: Briefe aus Narvik und Hendaye. In: Welt-Rundfunk. Jahrgang 4 (1940), Heft 5/6, S. 5–12. ZDB-ID 380008-8 (beispielhafte Schilderung von Vorbereitung und Ablauf der Sendung 1940 durch zwei Soldaten einer Propaganda-Kompanie)
- Die Weihnachtsringsendung – eine Großleistung von Organisation und Technik. In: Funkschau. Zeitschrift für Funktechniker. Funkschau des Monats. Magazin für den Praktiker. Jahrgang 14 (1941), Heft 2, S. 22. ISSN 0016-2841 <Online-Fassung (PDF; 1,63 MB)> (technische Einzelheiten zur Sendung 1940)
- Ludwig Heck: Die technische Leistung bei der Weihnachtsringsendung. In: Schul-Rundfunk. Zweiwochenschrift für die Erziehungsarbeit. Jahrgang 1940/41, Heft 22 (19. Januar 1941), S. 423–424. ZDB-ID 552180-4 (technische Einzelheiten zur Sendung 1940 durch den Leiter der technischen Betriebsstelle des Berliner Funkhauses)
- F[ritz] Budischin: Wie wurde die Weihnachtsringsendung im Rundfunk technisch durchgeführt? In: Die Deutsche Post. Wochenschrift für das Post- und Fernmeldewesen. Jahrgang 65 (1941), Heft 4 (25. Januar 1941), S. 49–51. ZDB-ID 547421-8 (technische Einzelheiten zur Sendung 1940 durch einen Mitarbeiter des Reichspostministeriums)
- [Gerhard] Gerd [sic!] Eckert: Rückblick auf die Wehrmacht-Ringsendung. In: Die Literatur. Monatsschrift für Literaturfreunde. Jahrgang 43 (1940/41), Heft 6, S. 301–303. ZDB-ID 214969-2 (Schilderung von Vorbereitung und Ablauf der Sendung 1940 durch einen Rundfunkwissenschaftler)
- Franz Glatzer: „Es ist Weihnacht, die Heimat ruft!“. Hundert Millionen grüßen durch den Äther ihre Söhne an der Front. In: Schul-Rundfunk. Zweiwochenschrift für die Erziehungsarbeit. Jahrgang 1940/41, Heft 22 (19. Januar 1941), S. 425. ZDB-ID 552180-4 (Schilderung des Grußteils Narvik-Graz in Sendung 1940 durch den Leiter des Gau-Presseamtes Steiermark der NSDAP)
- Alfred Karrasch: Vater Peitschat spricht mit seinen sechs Söhnen. In: Schul-Rundfunk. Zweiwochenschrift für die Erziehungsarbeit. Jahrgang 1940/41, Heft 22 (19. Januar 1941), S. 426. ZDB-ID 552180-4 (Schilderung der Grüße aus Gumbinnen in Sendung 1940)

#### Sendung 1941
- Heinrich Anacker: Weihnachtsringsendung 1941. In: Reichsrundfunk. Jahrgang 1941/42, Heft 21/22, S. 430. ZDB-ID 552181-6 (kurzes Gedicht zur Sendung 1941)

#### Sendung 1942
- Wilhelm Bartholdy: Deutsche Kriegsweihnacht 1942. Eine Rückschau auf die Weihnachtsringsendung. In: Reichsrundfunk. Jahrgang 1942/43, Heft 21 (10. Januar 1943), S. 401–405. ZDB-ID 552181-6 (ausführliche Darstellung von Vorbereitung und Inhalt der Sendung 1942 durch den Redakteur)
- L[udwig] Heck: Die technische Durchführung der Weihnachtsringsendung. In: Reichsrundfunk. Jahrgang 1942/43, Heft 21 (10. Januar 1943), S. 420–421. ZDB-ID 552181-6 (technische Einzelheiten zur Sendung 1942 durch den Leiter der technischen Betriebsstelle des Berliner Funkhauses)
- [Hans] Krum: Weihnachtsringsendung 1942. In: Die Deutsche Post. Wochenschrift für das Post- und Fernmeldewesen. Jahrgang 67 (1943), Heft 10 (6. März 1943), S. 89–93. ZDB-ID 547421-8 (technische Einzelheiten zur Sendung 1942 durch einen Oberpostrat des Reichspostministeriums)
- Wilhelm Schnauck: Weihnachts-Ringsendung 1942. Vom Eismeerhafen bis nach Afrika. Die Grüße von der Front zur Heimat über 50000 km. In: Völkischer Beobachter. Kampfblatt der nationalsozialistischen Bewegung Großdeutschlands. Norddeutsche Ausgabe. 25./26./27. Dezember 1942, Nr. 359/360/361, S. 9, ZDB-ID 532075-6 (Schilderung der Sendung 1942)
- [Erich] Schwandt: Zehn Jahre nationalsozialistische Rundfunktechnik. In: Funkschau. Zeitschrift für Funktechniker. Funkschau des Monats. Magazin für den Praktiker. Jahrgang 16 (1943), Heft 2, S. 17–18. ISSN 0016-2841 <Online-Fassung (PDF; 1,74 MB)> (Schilderung der propagandistischen Wirkung der Technik zur Sendung 1942)

### Tondokumente der Ringsendungen

#### Sendung 1940
- Weihnachtsringsendung 1940 (1:14 Stunde – einige Sendebeiträge fehlen und zahlreiche zeitgenössische Weihnachtslieder dazu gemischt) auf YouTube
- Schlussteil der Weihnachtsringsendung 1940 (2:56 Minuten; MP3; 704 kB) auf Onlineportal „www.Radiomuseum.org“
- Weihnachtsringsendung 1940 – Einzelbeiträge (Memento vom 7. November 2017 im Internet Archive) auf Verkaufs-Portal „www.zinnfigur.com“ – Kurzausschnitte zu den meisten Sendebeiträgen (immer die ersten 30 Sekunden als Hörprobe)

#### Sendung 1942
- Schlussteil der Weihnachtsringsendung 1942. (Memento vom 24. September 2015 im Internet Archive). (4:45 Minuten; MP3; 2,3 MB) auf Homepage des „Rundfunkmuseums der Stadt Fürth“ mit alter Archivfassung
- Schlussteil der Weihnachtsringsendung 1942 mit Transkription (4:53 Minuten – mit eingeblendeter und mitlaufender Transkription <alte Archivfassung>) auf YouTube

### Aktuelle Radiobeiträge zu den Ringsendungen

#### Sendungen 1940, 1942 und 1943
- WDR 5 „Scala – Aktuelles aus der Kultur“ – Sendung vom 22. Dezember 2017 mit Beitrag „Weihnachtsringsendung 1940 – Rundfunkgeschichte mit Mythos“. (Memento vom 22. Mai 2018 im Internet Archive) auf „www.wdr.de“. (43:23 Minuten; MP3).  Hier der Sendeteil 01:00 bis 07:18 Minuten – Studiogespräch mit Maximilian Schönherr und fünf kurze Tonbeispiele aus den Ringsendungen 1940, 1942 und 1943. [Die kurze Einspielung <6:53–7:07 Minuten> aus 1943 <damaliger Studiosprecher Werner Plücker mit Glockenklang einer Kirche in Pleskau> ist bisher (April 2025) zur Ringsendung 1943 das einzige – online verfügbare – Tondokument.]
- Radio AGORA „Technik und mehr – Die Weihnachtsringsendungen des Großdeutschen Rundfunks“ (59:23 Minuten) vom 2. Dezember 2022 mit Thomas Riegler auf „www.freie-radios.online“

#### Sendung 1940
- WDR ZeitZeichen vom 24. Dezember 2015 Erste Weihnachtsringsendung ausgestrahlt (am 24.12.1940) (14:41 Minuten) auf „www.wdr.de“ (begleitender Textbeitrag WDR-Stichtag 24. Dezember 1940 – Erste „Weihnachtsringsendung“ wird ausgestrahlt – Mix aus NS-Propaganda und Brauchtum auf „www.wdr.de“ sowie eine Rezension von Björn Krombusch Weihnachten vor 75 Jahren auf „www.krombusch.de“)

#### Sendung 1942
- SR 2 KulturRadio: „Weihnachtlicher Abgrund“ - Am 24. Dezember 1942 wurde die sogenannte Weihnachtsringsendung ausgestrahlt von Michael Marek (5:13 Minuten) als ein Thema in der Sendung „Canapé“ vom 22. Dezember 2019 auf „www.sr.de“